# Slovinsko
Slovinsko (slovinsky Slovenija), plným názvem Slovinská republika (slovinsky  Republika Slovenija) je stát na jihu střední Evropy. Na západě sousedí s Itálií, na severu s Rakouskem, na severovýchodě s Maďarskem, na jihu a jihovýchodě s Chorvatskem a na jihozápadě má krátké pobřeží Jaderského moře. Slovinsko je převážně hornaté a zalesněné, má převážně mírné kontinentální podnebí, s výjimkou Přímoří a Julských Alp. Na ploše asi 20 000 km² žije 2,1 milionu obyvatel, je tak čtvrtým nejmenším a šestým nejméně lidnatým státem Evropské unie. Hlavním a největším městem je Lublaň, mezi další velká města patří Maribor, Kranj, Celje a Koper. Více než 80 % obyvatel země jsou Slovinci, největšími menšinami jsou Srbové (2 %) a Chorvati (2 %). Úředním jazykem je slovinština, většina obyvatel se hlásí ke katolické církvi.
Slovinsko je historicky křižovatkou slovanských, germánských a románských jazyků a kultur. Jeho území bylo součástí mnoha různých států: Římské říše, Byzantské říše, Karolínské říše, Svaté říše římské, Uherského království, Benátské republiky, Ilyrských provincií Napoleonova Prvního francouzského císařství, Rakouského císařství a Rakouska-Uherska. V říjnu 1918 Slovinci spoluzaložili Stát Slovinců, Chorvatů a Srbů. V prosinci 1918 se spojili se Srbským královstvím do Království Jugoslávie. Během druhé světové války Německo, Itálie a Maďarsko obsadily a anektovaly Slovinsko, jehož malá část přešla do Nezávislého státu Chorvatsko, nově vyhlášeného nacistického loutkového státu. V roce 1945 se opět stalo součástí Jugoslávie. Po válce byla Jugoslávie spojencem východního bloku, ale po rozkolu mezi Titem a Stalinem v roce 1948 se nikdy nepřihlásila k Varšavské smlouvě a v roce 1961 se stala jedním ze zakladatelů Hnutí nezúčastněných zemí. V červnu 1991 vyhlásilo Slovinsko nezávislost na Jugoslávii a stalo se, jako první z jugoslávských republik, samostatným suverénním státem.
Slovinsko je unitární parlamentní republika s prezidentem jako ceremoniální hlavou, zákonodárnou moc má dvoukomorový parlament. Je vyspělou zemí s vysoce příjmovou ekonomikou, která se vyznačuje kombinací tradičních odvětví, jako je zpracovatelský průmysl a zemědělství, a moderních odvětví, jako jsou informační technologie a finanční služby. V indexu lidského rozvoje zaujímá 22. místo na světě. Podle Giniho koeficientu je jeho ekonomická nerovnost jedna z nejnižších na světě. Slovinsko se v roce 2023 umístilo na 33. místě globálního inovačního indexu.Je členem Organizace spojených národů, Evropské unie, eurozóny, schengenského prostoru, OBSE, OECD, Rady Evropy a Severoatlantické aliance.

## Dějiny

### Pravěk a starověk

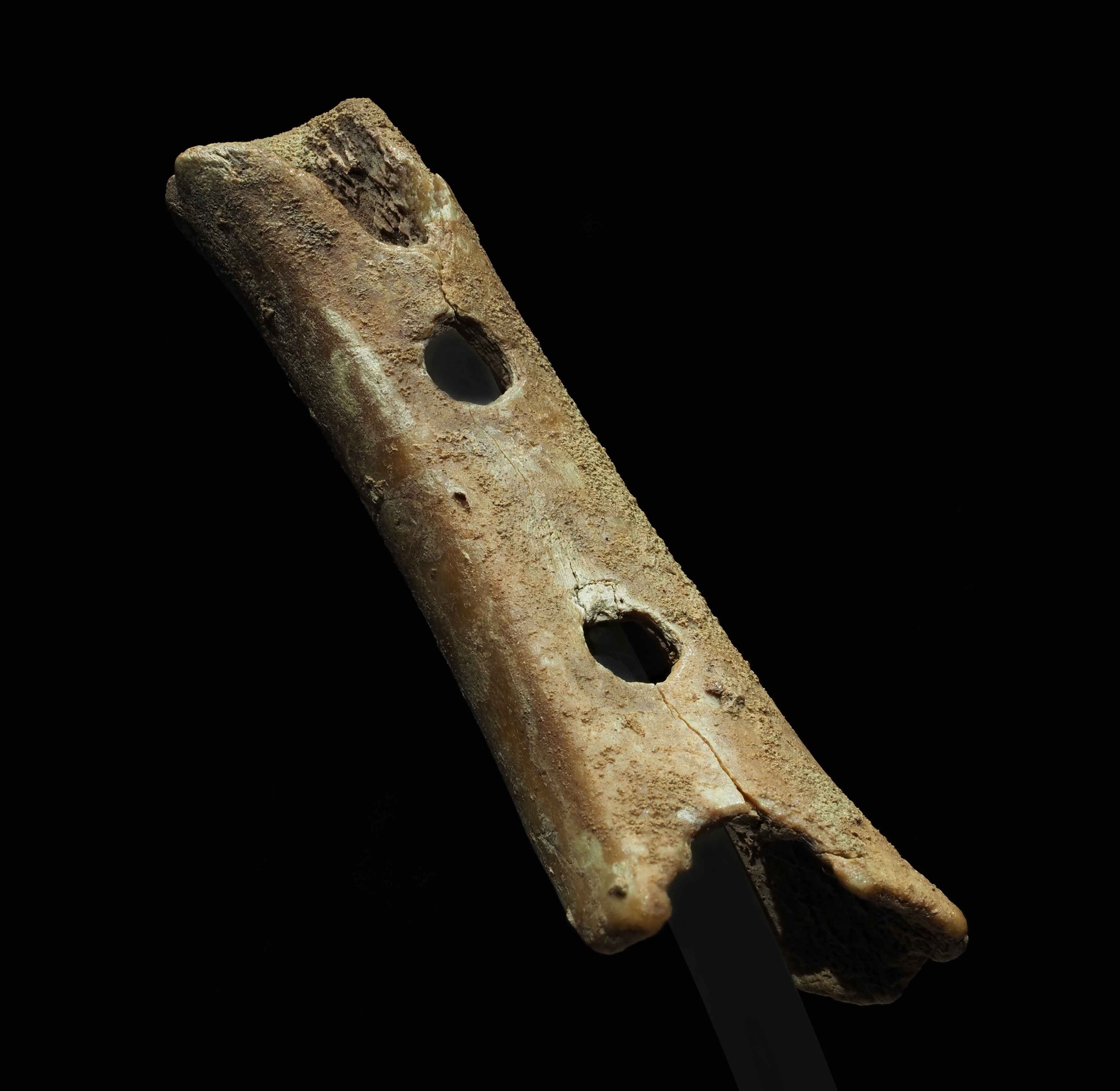
Flétna z Divje babe

Dnešní Slovinsko bylo osídleno již od pravěku. Existují důkazy o přítomnosti lidí z doby před 250 000 lety. Probodnutá kost medvěda jeskynního, pocházející asi z období 43 000 let př. n. l., nalezená v roce 1995 v jeskyni Divje Babe poblíž Cerkna, je možná druh flétny a tudíž nejstarší hudební nástroj na světě. Byla snad vytvořena neandrtálci, byť se o tom vedou spory.
Ve 20. a 30. letech 20. století byly v jeskyni Potok nalezeny pozůstatky i po kromaňoncích.

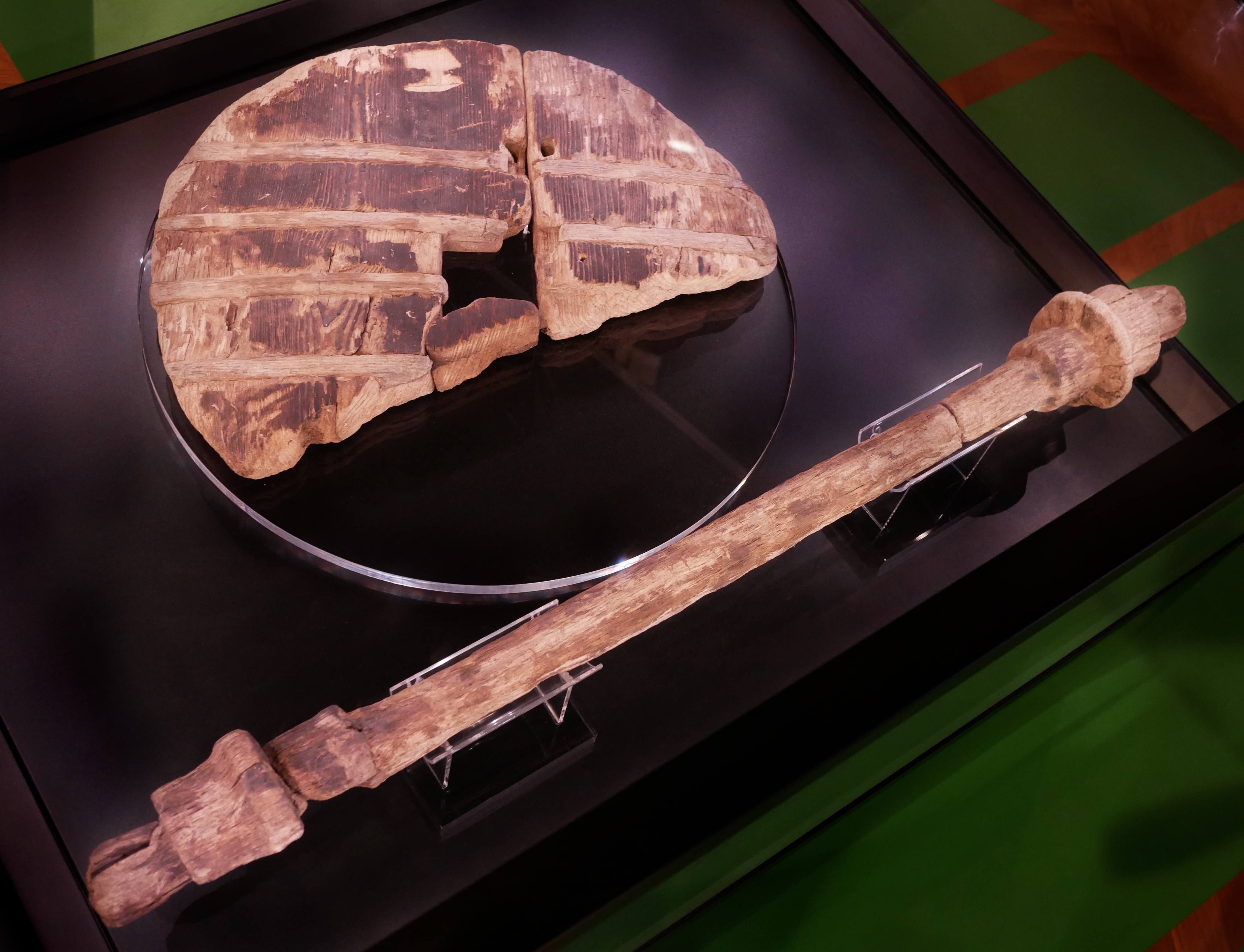
Kolo z Lublaňských bažin

V roce 2002 byly v Lublaňských bažinách objeveny pozůstatky kůlových obydlí (typických pro celou alpskou oblast) starých více než 4 500 let. U nich bylo objeveno nejstarší dřevěné kolo na světě.
V období přechodu mezi dobou bronzovou a dobou železnou vzkvétala kultura popelnicových polí. Halštatské pozůstatky byly nalezeny zejména v jihovýchodním Slovinsku, například v Novom meste.
Řecké a římské prameny zmiňují, že v období kolem 2. tisíciletí př. n. l. byla oblast osídlena Ilyry. Právě podle některých ilyrských kmenů byly pojmenovány některé jadranské oblasti – Dalmácie (kmen Dalmátů) či Istrie (kmen Histri).

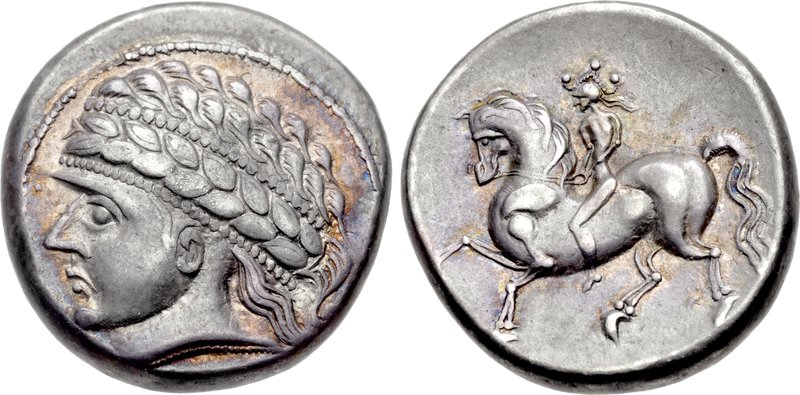
Norické mince

Kolem roku 1000 př. n. l. v oblasti pravděpodobně založili v rámci svých kolonizačních aktivit osady Řekové. V době železné osídlili oblast Keltové. Nejvýznamnější keltský kmen – Tauriskové (jimž Římané říkali Norikové) – založil v prostoru současných rakouských Korutan první státní útvar, jenž pozdější římské prameny označují za Norické království. Centrum království se nacházelo přibližně sedm kilometrů na sever od dnešního Klagenfurtu.

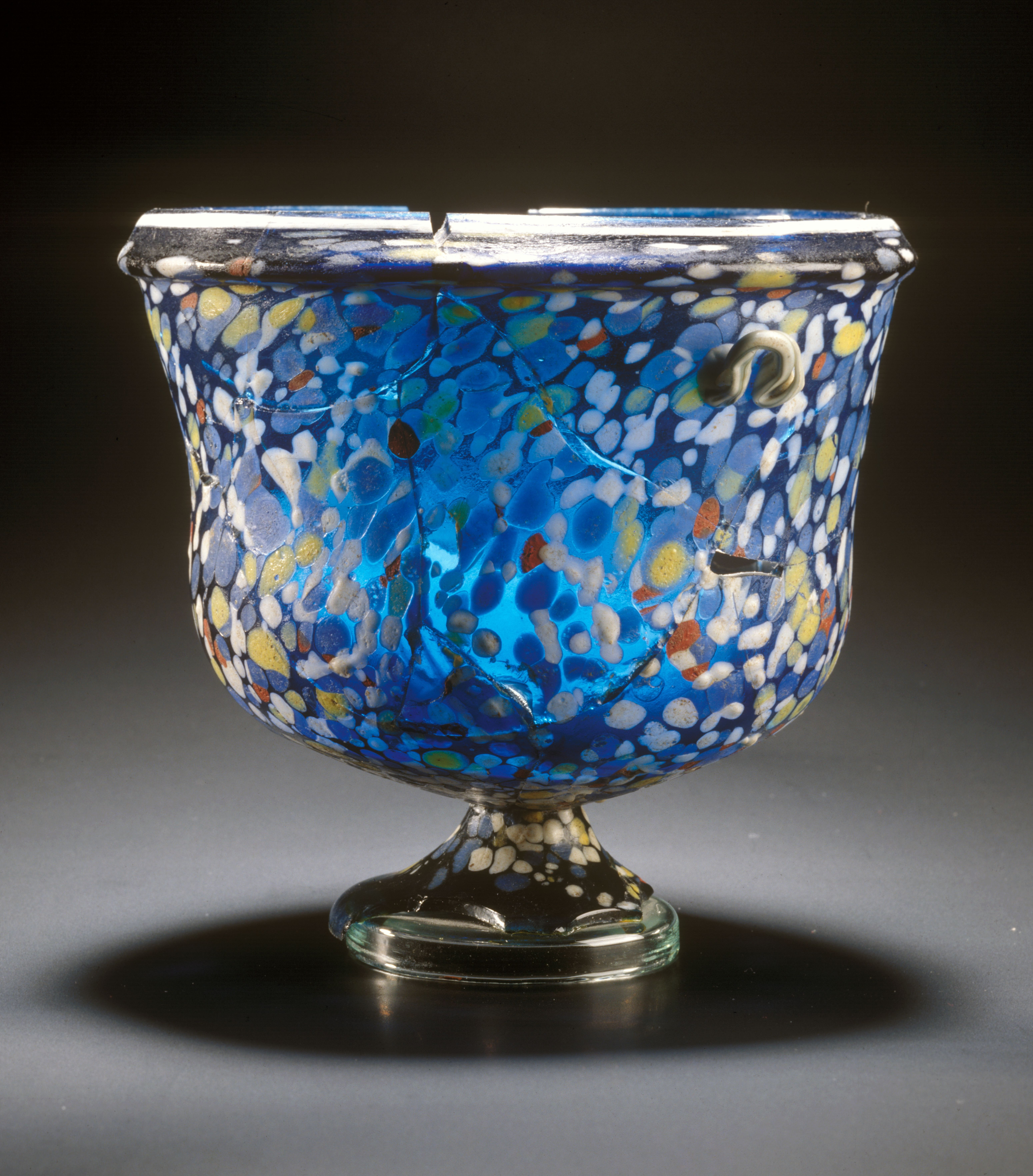
Římský pohár nalezený v hrobě v Emoně (Lublani)

Od 2. století př. n. l. mělo království obchodní styky s Římem, s čímž souvisel vznik římských měst – Emony (Lublaň), Poetovie (Ptuj), Celeie (Celje), Nevioduna (Drnovo). Římané se Norického království zmocnili v letech 15 až 10 př. n. l. V této době byla také ustavena římská provincie Noricum. Slovinskem procházel římský obranný systém Claustra Alpium Iuliarum, vybudovaný v pozdnějším římském období, ponejvíce ve 3. století.
Po rozpadu Římské říše na západní a východní část se tyto dvě části střetly v několika bitvách, které se často odehrávaly právě na území dnešního Slovinska. Roku 388 to byla bitva u Sávy, klíčovou pak byla zvláště bitva na řece Frigidus z roku 394, která znamenala mj. drtivou porážku pohanství a triumf křesťanství.
Od 4. století byla římská přítomnost ohrožována celou řadou kočovnických kmenů. Ty v roce 379 vyplenily jedno z největších římských měst v oblasti – Poetovii (dnešní Ptuj). V 5. století zemí protáhli Hunové (přišli z oblasti Panonské nížiny), stejnou cestou poté prošli i Ostrogóti. V polovině 6. století přišel do oblasti germánský kmen z panonské nížiny – Langobardi. Vykopávky z okolí Kranje naznačují, že určitou dobu prostor současného Slovinska obývali. Po odchodu Langobardů přicházejí v 6. století do alpských údolí slovanské kmeny – tzv. alpští Slované neboli Karantánci.

### Středověk

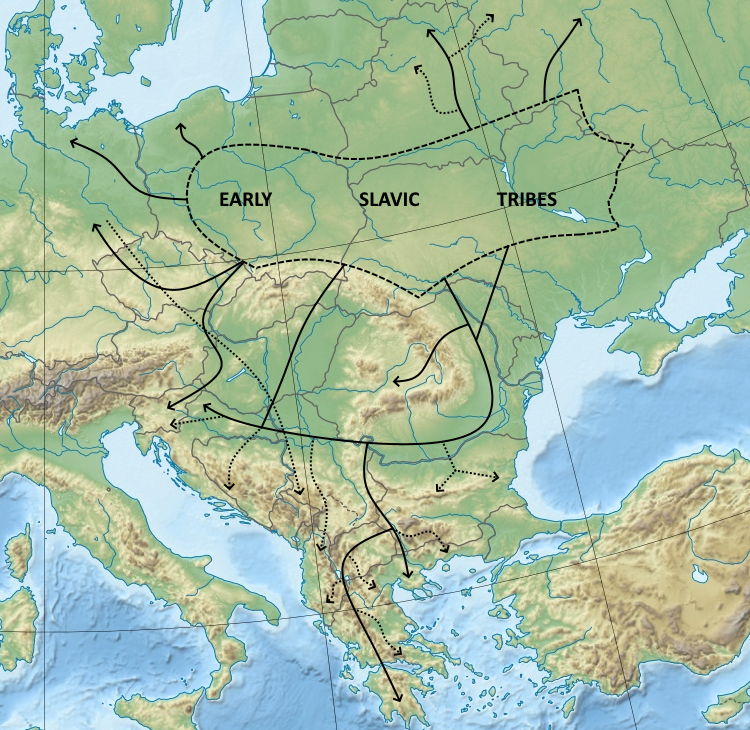
Migrační trasy Slovanů

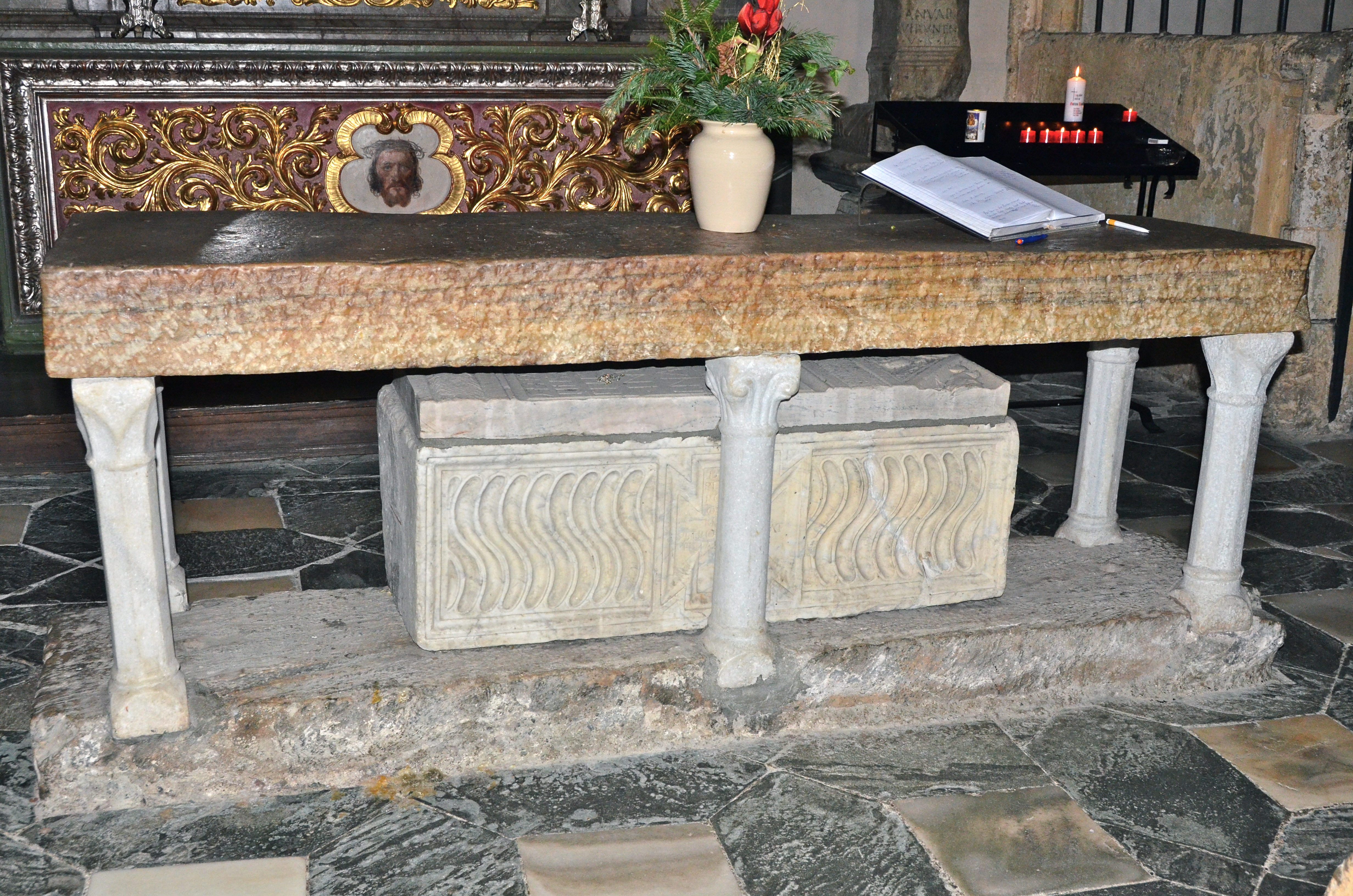
Hrob Modesta Karantánského

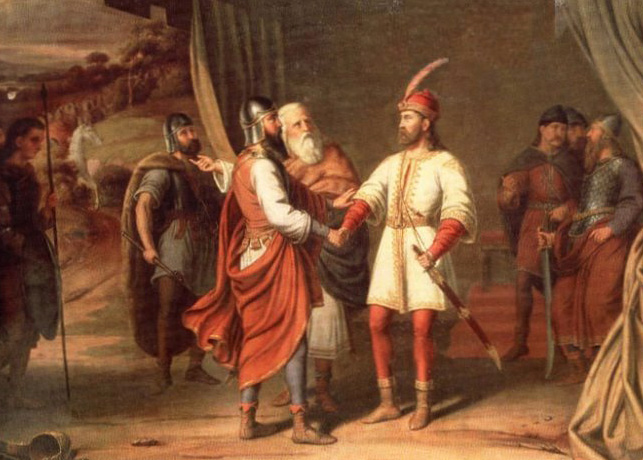
Ljudevít Posávský

Území na čas ovládl český král Přemysl Otakar II.

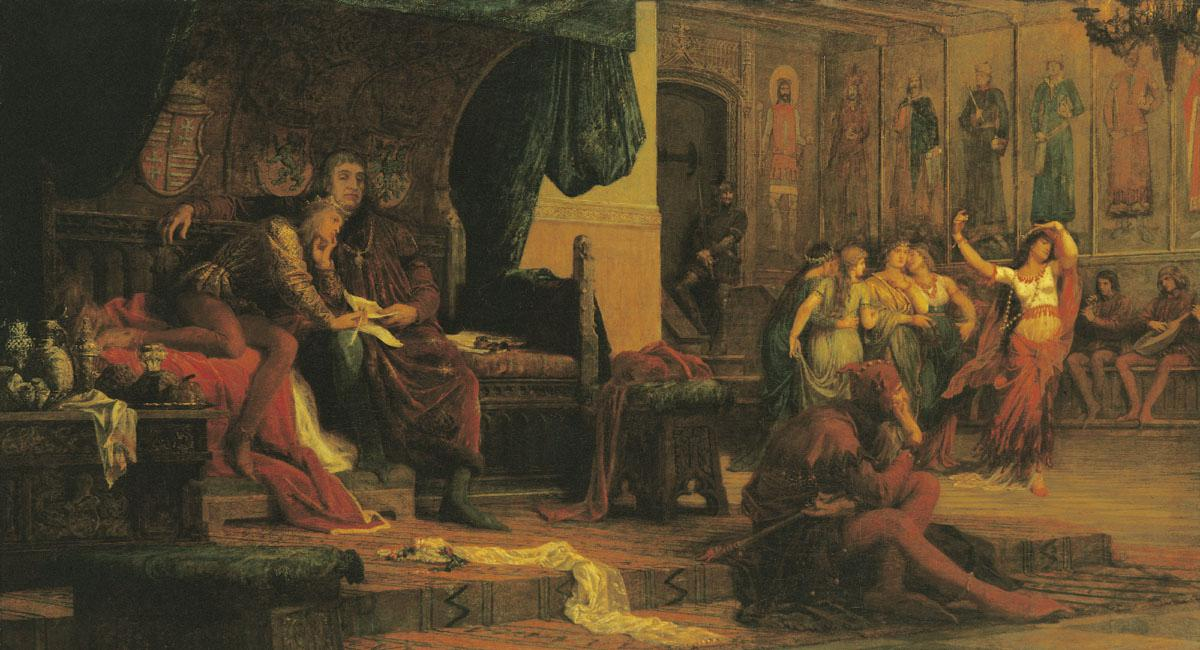
Ladislav Pohrobek a Ulrich II.

Existují dvě hypotézy o příchodu alpských Slovanů do oblasti. V současnosti je všeobecně přijímána a doložena teze, že prostor Slovinska byl osídlen dvěma migračními vlnami: první dorazila kolem roku 550 ze severu, z oblastí osídlených západními Slovany. Nálezy potvrzující tuto teorii byly nalezeny až na sklonku 20. století při výstavbě dálnice v okolí Mariboru. Druhá vlna přišla později podél řek Drávy a Sávy z jihovýchodu. V dobách Jugoslávie byla podporována představa, že celý prostor byl osídlen právě z jihovýchodu, což mělo potvrzovat jednotný původ jižních Slovanů. Karantánci byli ze západu zafixováni langobradským limes a ze severu pohořím Karavanky, za něž byli vytlačeni německou kolonizací, jež probíhala od 8. století.

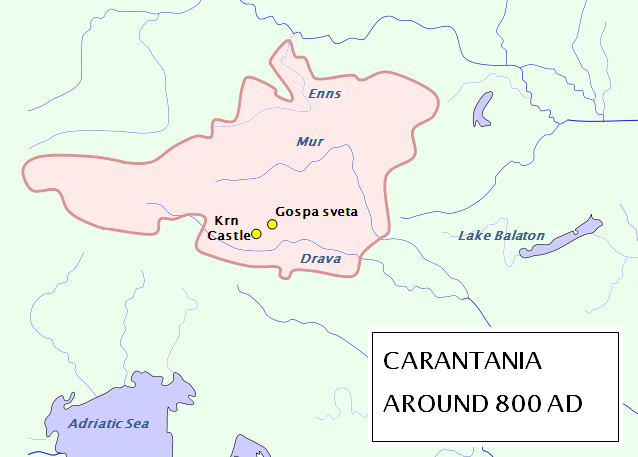
Slovanské knížectví Karantánie existovalo v letech 658–828

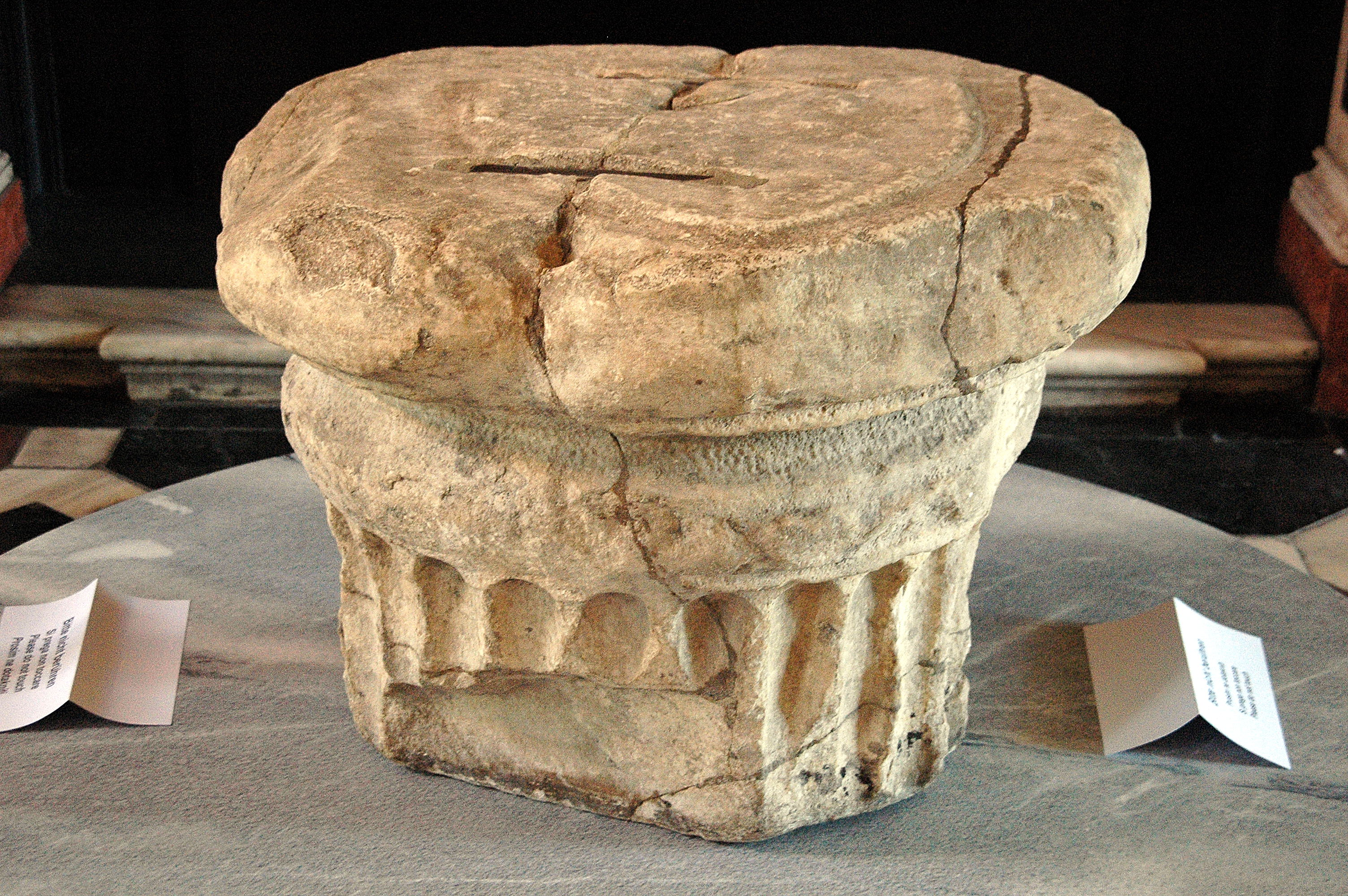
Knížecí stolec z Krnskeho gradu

Fredegardova kronika hovoří o vládě Valuka, jenž měl být Sámovým vrstevníkem a spojencem, který vstoupil do jeho kmenového svazu (tzv. Sámovy říše) vzniklým k obraně proti Avarům. Poprvé v roce 670 se o zemi, v níž žijí alpští Slované, hovoří jako o Karantánii (Carantania, civitas Carantana), jejímž jádrem byly dnešní Korutany. Anonymní ravennský autor pro alpské Slovany použil starého keltského pojmenování. Také langobardští historici používali pro alpské Slovany pojmenování Karantánci. Centrem Karantánie byl Krnski grad (Karnburg) ležící nedaleko dnešního Klagenfurtu. Zde se dochoval i panovnický stolec, který byl původně dórskou hlavicí sloupu z římského období. V čele karantánských Slovanů stál kníže, na jehož výběru se podíleli tzv. kosezové. Jednalo se o vojenskou družinu, která vznikla z někdejších svobodných sedláků. Když kolem roku 740 znovu zesílily útoky Avarů, požádali karantánští Slované o pomoc Bavory.
V roce 745 za vlády knížete Boruta Karantánci dobrovolně přijali ochranu a politickou nadvládu Bavorského vévodství a skrze tuto nadvládu dochází k nové vlně christianizace (první proběhla již v římských dobách). Slovinci byli prvními Slovany, kteří křesťanství přijali. Z Bavorska přišli misionáři, jako rukojmí přijala v Bavorsku křesťanství i první karantánská knížata – Borumitovi synové Gorazd a Hotimir. Hotimir si od salcburského biskupa vyžádal chorbiskupa a touto funkcí byl pověřen Ir Modestus, z jehož spisů vyplývá, že vzpoury proti pokřesťanštění byly Bavory násilně potlačovány. Souběžně probíhaly misie z aquilejského patriarchátu, v Modestových spisech byly ovšem zamlčovány.

Jakmile se v roce 788 stalo Bavorsko součástí Francké říše, dostala se i doposud v zásadě autonomní Karantánie pod franckou nadvládu. Z pramenů vyplývá, že v 8. století jižně od Karavanek existovalo též malé slovanské knížectví – Karniola – s centrem v někdejším opevněném středisku Keltů i pozdějších Římanů Carnii (dnešní Kranj). V roce 795 spojená vojska Franků, Karantánců a Karniolců drtivě porazila v Panonské nížině Avary. Karantáncům i Karniolcům bylo tažení proti Avarům Franky přikázáno. V letech 819 až 823 se Slované z Karantánie a Karnioly připojili k protifranckému povstání Ljudevíta Posávského (jehož knížectví mělo jádro v dnešním Chorvatsku). Po potlačení povstání, plně pak kolem roku 828, byla autonomie těchto knížectví fakticky zlikvidována a dosavadní slovanská knížata byla zbavena své moci. 

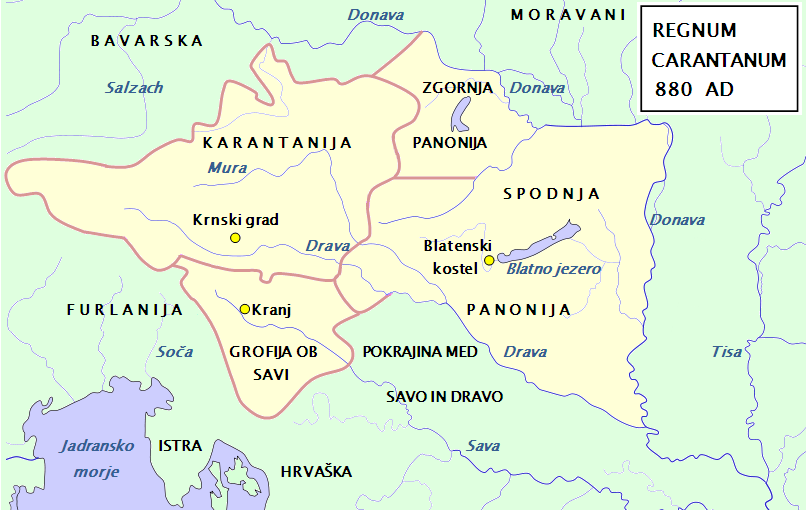
Karantánie (880)

Všechny vyšší sociální skupiny byly nově tvořeny příslušníky německého etnika. Slované – označovaní jako Vindové – žili zejména na jihu jako rolníci. Německá nadvláda znamenala germanizaci slovinských osad na sever od Drávy. K uchování národní identity přispěla místní inteligence, tvořená zejména katolickými duchovními. Až do 11. století si podstatná část slovanského obyvatelstva udržela do značné míry svobodné postavení a řídila se vlastními zákony. Pod tlakem feudálních vrstev se ale postupně svobodní rolníci měnili v polosvobodné či v poddané. Je doložena i existence otroků. Hospodaření se soustředilo do dvorců zakládaných panovníkem a jeho velmoži. Podstatný rozvoj společnosti je spojen s urbanizací, k níž docházelo od 9. a 10. století. Vznikající nebo dále se rozrůstající města a jejich obyvatelé byli svobodní, postupem času získávali další výhody a privilegia. V souvislosti s tím se vytvářelo na dnešním slovinském území i městské právo. Význačným pozemkovým vlastníkem byla i církev, těžící z četných donací. Významnou pozici zde měl akvilejský patriarchát a některá biskupství, zejména freisinské a bamberské, vedle nich vznikaly v zemi od roku 1000 i benediktinské kláštery. Pokračující germanizaci zastavila v 15. století imigrace slovanského obyvatelstva ze zemí ohrožených Turky. Městské společenské elity ale mluvily nadále převážně německy.

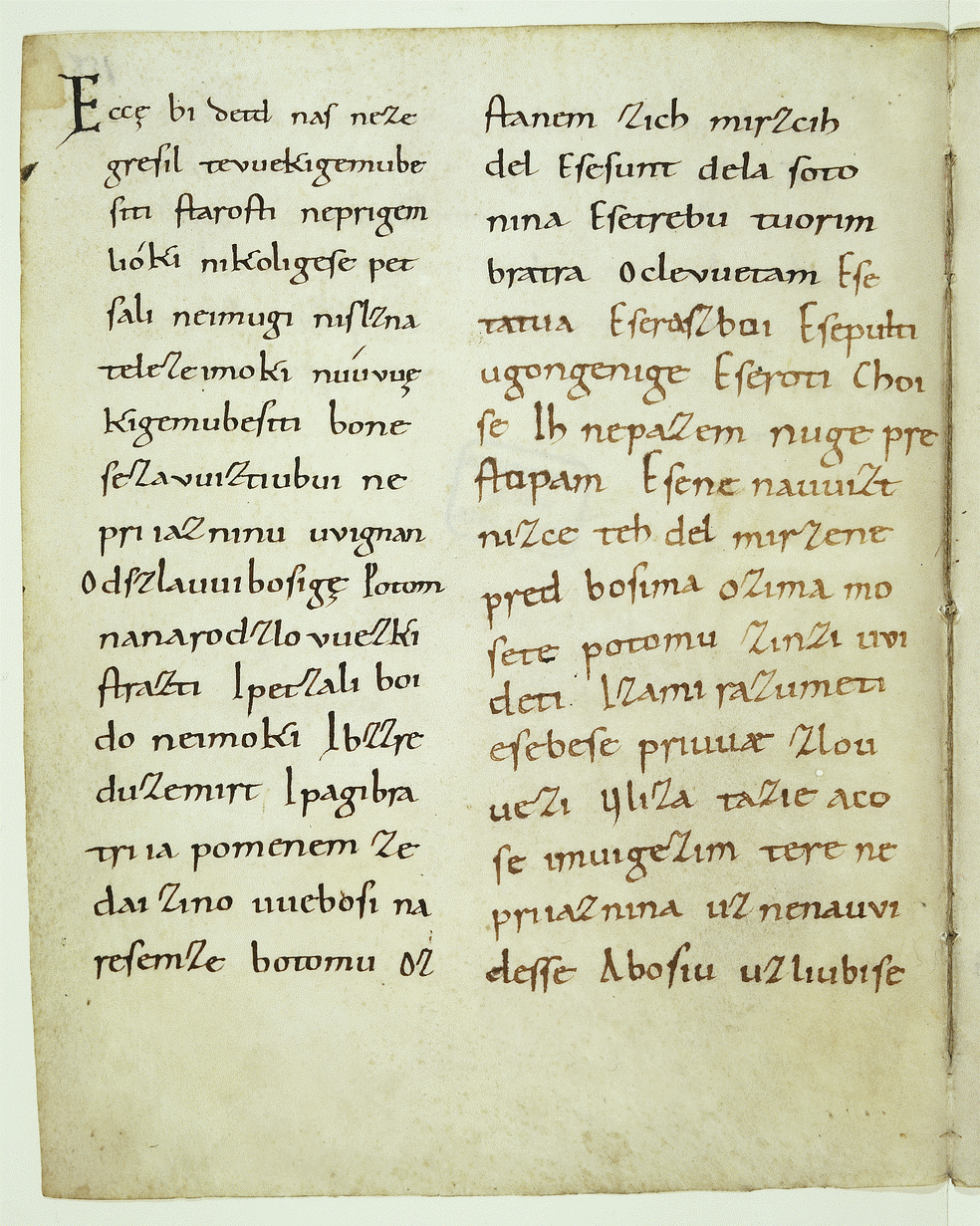
Jedna ze stran Frisinských zlomků

Podoba slovanského jazyka Karantánců je zachycena v tzv. Frisinských zlomcích pocházejících z období kolem roku 1000, kdy freisinské biskupství sestavilo pro potřeby svého kostela ve Spittalu převážně latinský liturgický kodex, v němž se nacházejí tři slovanské texty – vzorec všeobecné zpovědi, krátké kázání o hříchu a pokání a krátká zpovědní modlitba. Frisinské zlomky jsou nejen nejstarší literární památkou ve Slovinsku, ale také nejstarší latinkou zaznamenaný slovanský text vůbec.

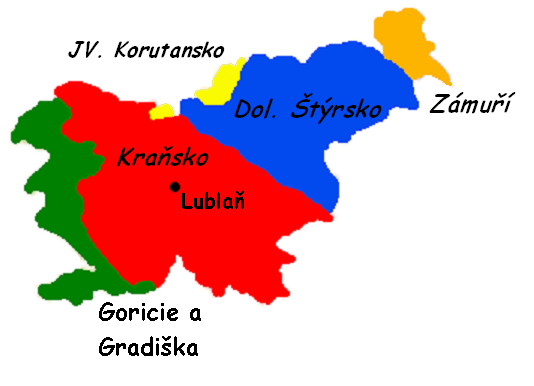
Historická území na mapě dnešního Slovinska

Po vítězství císaře Oty I. nad Maďary v roce 955 bylo slovinské území rozděleno na řadu pohraničních oblastí (marek) Svaté říše římské. Římská hranice na Sutle a Kupě vymezila východní a jihovýchodní hranici slovinského etnického prostoru. Díky německé kolonizaci Podunají a vytlačení Slovanů z prostoru Balatonu Maďary došlo k rozdělení západních a jižních Slovanů. Na území někdejší Karnioly vznikla Kraňská marka. Karantánie se stala Korutanskou markou. Dalšími markami v oblasti byly Podrávská, Saviňská, Istrijská, Furlanská a Veronská. Roku 976 byla Korutanská marka povýšena na vévodství, které získalo i území dalších marek. Mohla se stát i více nezávislým státem, ale vzpoura Jindřicha II. Bavorského proti císaři Otovi I. ztroskotala. Vládu v Korutanech tak roku 989 získali přímo Otoni. Postupně se od vévodství oddělilo Veronsko a Furlansko. Korutanským hrabstvím byl Steyer, který části území dal nové označení – Štýrsko. Rod Andechs-Meranů vládnoucí v Posáví získal postupně i jižní část Saviňska, čímž byl dán základ nové historické země – Kraňska (od 1364 vévodství), kde většinu měli Slované. Název není odvozen od Kraňské marky, ale od slovanského slova Krajina používaného pro označení pohraničí. Ze zde vládnoucích rodů se důrazněji prosadili Eppensteinové, Spanheimové a zejména Celjští.
V roce 1251 připojil ke svým državám český král Přemysl Otakar II. Štýrsko a v roce 1270 také Korutany, Kraňsko a některé enklávy ve Furlansku. Český král zde byl zastupován místodržiteli – hejtmany, kteří většinou pocházeli z řad české šlechty (např. Oldřich z Heunburgu či Oldřich z Drnholce). Již v roce 1276 však byl Přemysl Otakar II. donucen své alpské země předat Rudolfu Habsburskému. Role Habsburků v oblasti se tak začala stávat dominantní. Po roce 1335 se v jejich rukách kumulovala další území, která získali od gorických hrabat. V roce 1382 se ze strachu před Benátčany dalo pod ochranu Habsburků přístavní město Terst. Mimo habsburské panství zůstávalo jen Gorické hrabství a města na pobřeží severní Istrie, která ovládala Benátská republika.

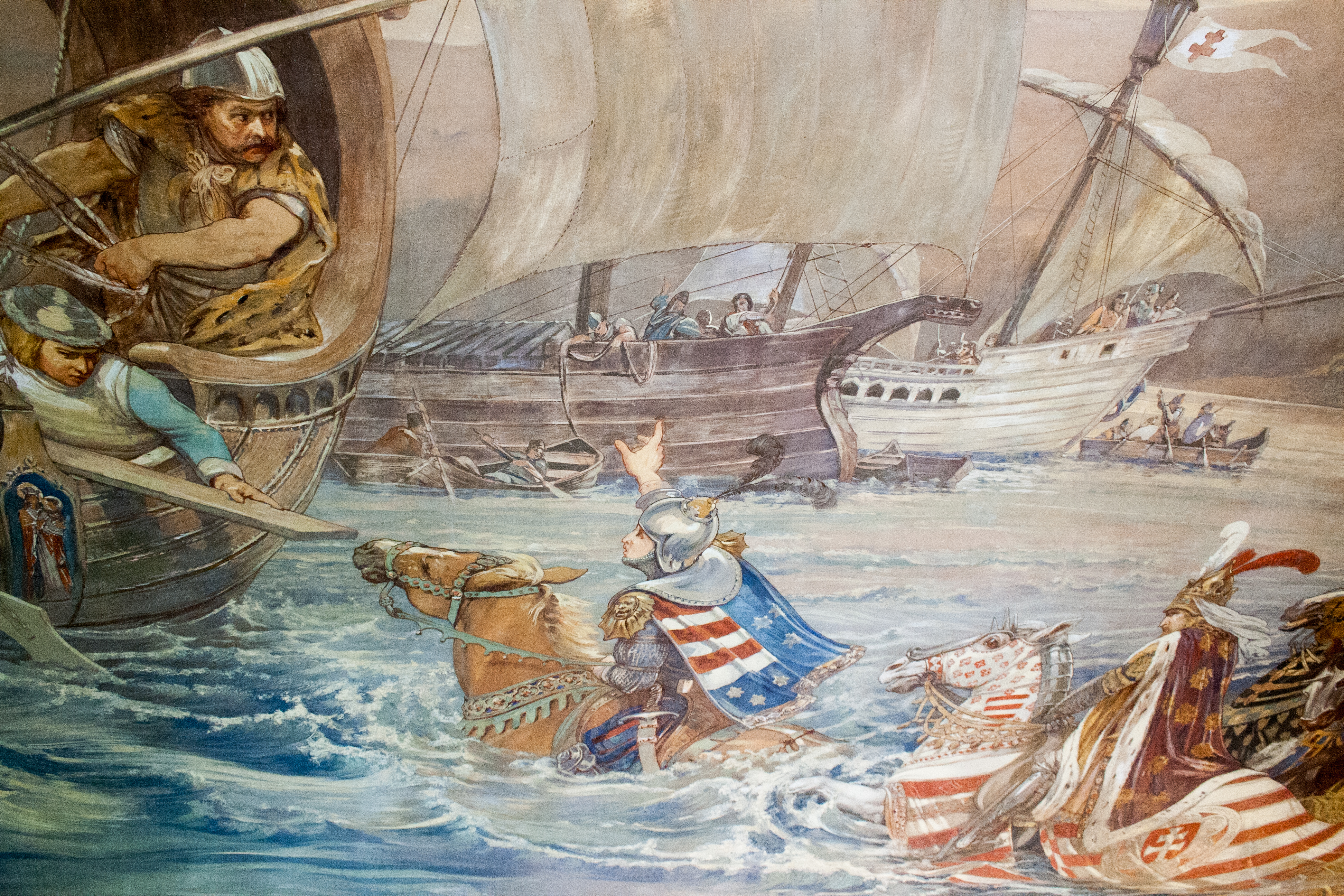
Heřman II. Celjský zachraňuje v bitvě u Nikopole krále Zikmunda

Jedinými vážnými konkurenty Habsburků byl rod Celjských. Tento německý hraběcí rod pocházel původně z panství v okolí hradu Žovnek (Sovneg). Celjský hrad rod získal v roce 1341. Rodovým znakem Celjských byl modrý štít se třemi šesticípými zlatými hvězdami, který byl převzat i do současného státního znaku Slovinska. Na konci 14. století zachránil Heřman II. Celjský Zikmunda Lucemburského před utopením, což mělo za následek mocenský vzestup rodu a v roce 1436 i povýšení do hodnosti říšských knížat. Celjští, jejichž panství se vyvíjelo zcela nezávisle na Habsburcích, zamýšleli svou sňatkovou politikou propojit svůj rod s dalšími rody v Chorvatsku, v Bosně a v Srbsku. Rod byl propojen i s Lucemburky, když si Heřmanovu dceru Barboru vzal za manželku sám císař Zikmund.
V roce 1443 uzavřeli Celjští s Habsburky smlouvu, v níž se dohodli na vzájemném dědictví v případě, že jeden z rodů vymře po meči. Ulrich II. – poslední z Celjských – měl za manželku dceru srbského despoty Đorđe Brankoviće a v polovině 15. století byl ustaven královským náměstkem v Uhrách. Žárlivost maďarské šlechty vyústila v Ulrichovu vraždu při jeho návštěvě uherského hraničního města Bělehradu v roce 1456. Dle indicií stál za vraždou Ladislav Hunyadi.
Ulrichem vymřel rod Celjských po meči, a tak se jejich panství dostalo do habsburských rukou. Definitivně Habsburkové ovládli slovinské etnické území – s výjimkou Benátčany ovládaných okrajových území v severním Furlansku – na začátku šestnáctého století. Získali tak strategicky důležitý přístup k Jadranu.

### Novověk

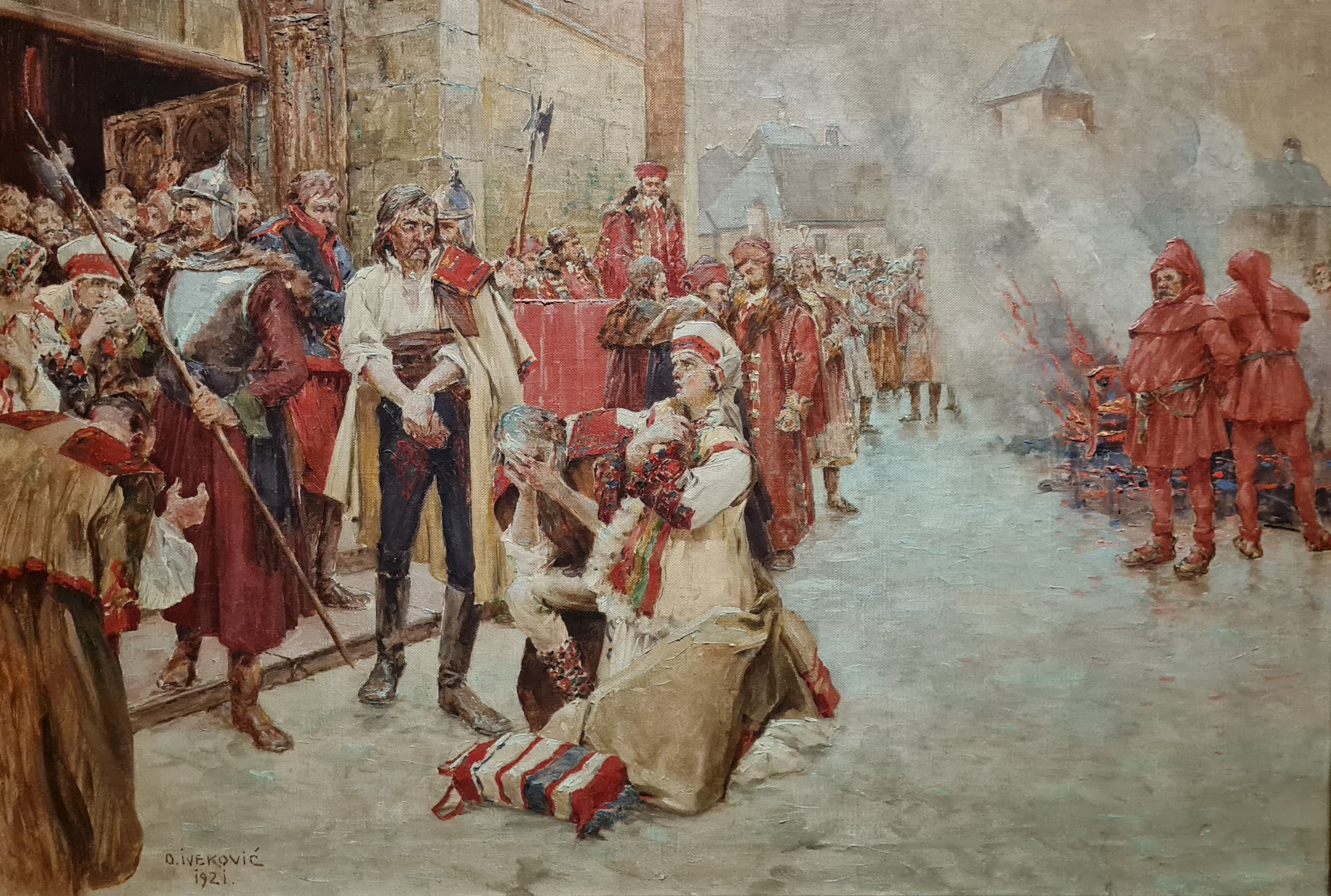
Poprava Matiji Gubce, vůdce slovinsko-chorvatského povstání z roku 1573

Vymřením lokálních dynastií a získáním jejich území se utvrdilo postavení habsburské dynastie v regionu, zejména po roce 1526, kdy jejich vláda zahrnovala již všechny slovinské země. Území Slovinska tak bylo po několik následujících století, s výjimkou let 1809 až 1814, kdy bylo součástí napoleonských Ilyrských provincií, součástí Habsburské monarchie. Od 15. století trpělo zdejší obyvatelstvo intenzivními a často se opakujícími loupeživými nájezdy osmanských jednotek. To vytvářelo, spolu se špatnými sociálními podmínkami, předpoklady k rolnickým povstáním. K těm pak opakovaně docházelo, a to v letech 1473 až 1478, 1515, 1573, 1635 a 1713. Povstání byla všechna vojensky potlačena, jejich vůdcové popraveni a byla zavedena nová daň – povstalecká dávka. Postavení rolnických Slovinců zlepšily až reformy Marie Terezie a Josefa II.

Roku 1551 nechal v Tübingenu kazatel Primož Trubar vytisknout první knihu ve slovinštině (Katekizm). 

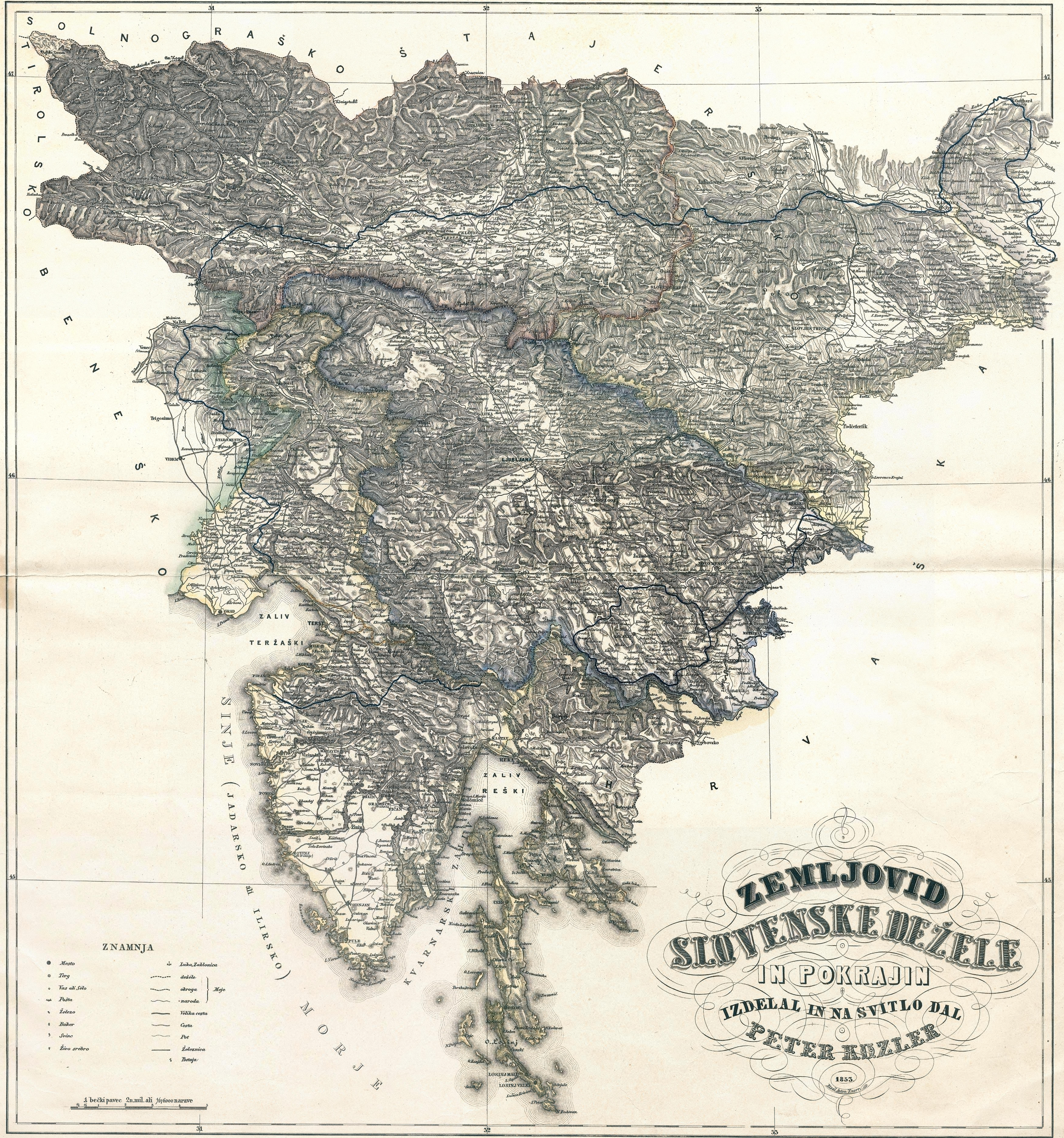
Kozlerova mapa slovinských zemí, tzv. Velké Slovinsko

Po napoleonských válkách vzniklo Ilyrské království jakožto rakouská korunní země. Sloučeny do něj bylyKorutanské vévodství, Kraňské vévodství, Gorické hrabství s městem Gradiškou, Istrijské markrabství a město Terst (zpočátku i Chorvatské království, ale to bylo roku 1822 vyčleněno jako samostatná korunní země). V roce 1849 však byl tento celek znovu rozložen na menší jednotky. 

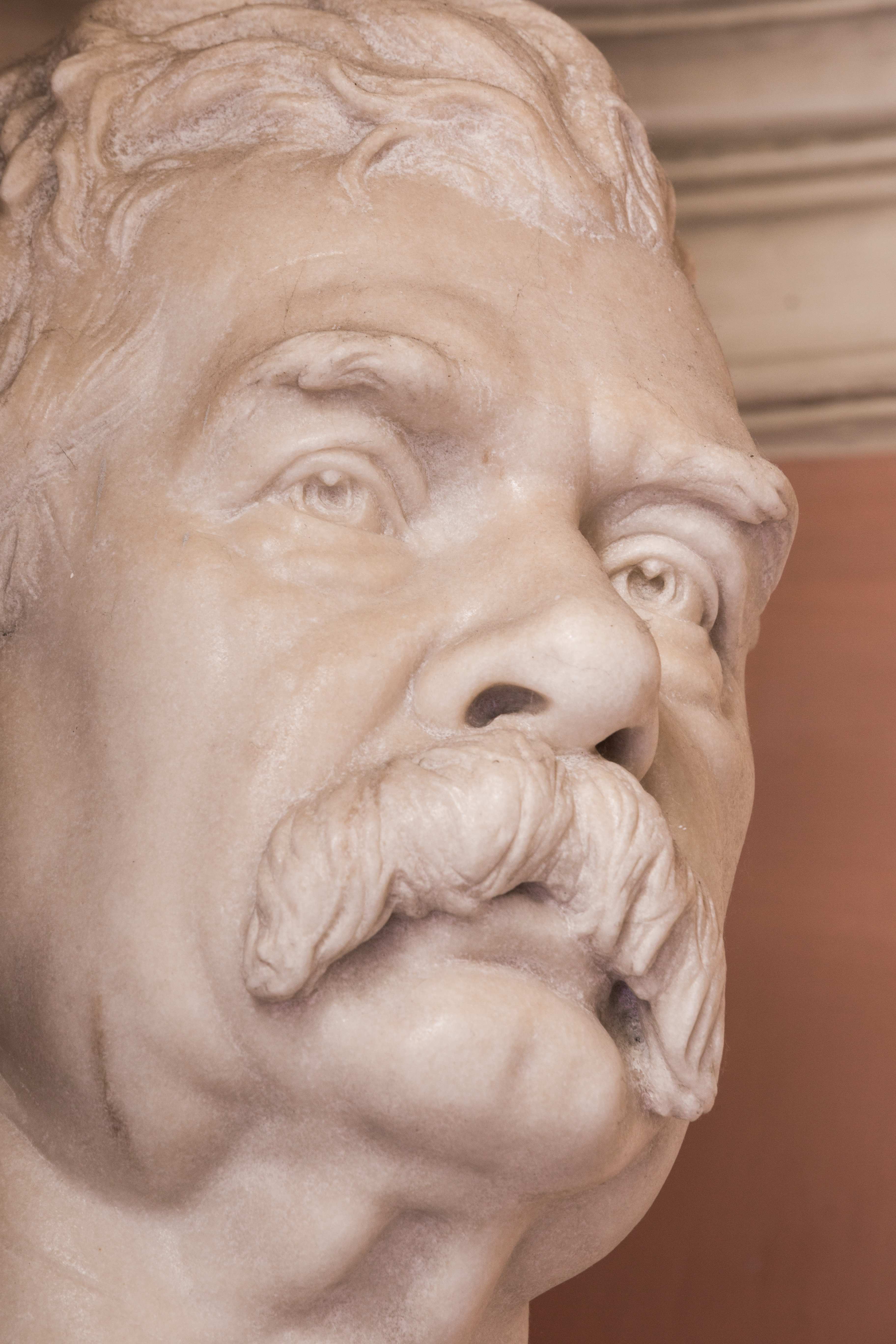
Franc Miklošič

Od konce 18. století se začal vzmáhat proces slovinského národního obrození. Zprvu si kladlo hlavně kulturní cíle. První slovinské noviny Ljubljanske Novice začaly vycházet již roku 1797. Klíčovou obrozeneckou skupinou byl tzv. Zoisův kroužek. Během revolučního roku 1848 však slovinští vlastenci (zejm. Franc Miklošič, Janez Bleiweis a Matija Majar) již zformulovali politický národní program Velkého či Sjednoceného Slovinska (Zedinjena Slovenija), usilující o sjednocení všech Slovinců do jednoho království (jak to zachycuje známá Kozlerova mapa), jež by posléze mělo autonomii v rámci Rakouského císařství. Žádali také zrovnoprávnění slovinštiny a němčiny. Prohra revoluce a nástup Bachova absolutismu národní hnutí přinutily vrátit se jen ke kulturním otázkám. Od šedesátých let 19. století se ale již formovaly moderní politické síly. Podobně jako v českých zemích se rozštěpily na staroslovince a mladoslovince (jejichž ústřední postavou byl Fran Levstik). Na konci 19. století přibyli liberálové Ivana Tavčara a Ivana Hribara, avšak Velké Slovinsko zůstalo prakticky beze změny jejich společným programem až do první světové války.

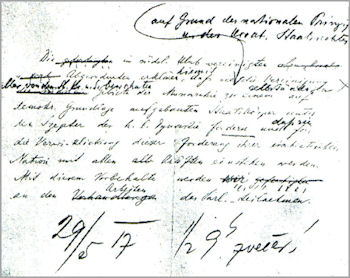
Májová deklarace

Po jejím vypuknutí byl vyhlášen výjimečný stav, došlo ke zrušení řady politických svobod a byla zpřísněna cenzura. Válka brzy Slovince těžce postihla, na slovinském území se konalo dvanáct bitev na Soči, kde padlo půl milionu vojáků. Statisíce slovinských branců byly odvedeny do rakousko-uherské armády a přes 30 000 z nich padlo. Statisíce Slovinců se ocitlo v uprchlických táborech v Itálii a Rakousku. V italských táborech s nimi bylo zacházeno jako s nepřáteli a několik tisíc jich zemřelo na podvýživu a nemoci.
V květnu 1917 přednesl na zasedání parlamentu Anton Korošec (vůdce nejvlivnější slovinské politické síly té doby, Slovinské lidové strany) Májovou deklaraci, kterou podepsalo všech 22 jihoslovanských poslanců vídeňského parlamentu. Požadovala, aby bylo vytvořeno samostatné státní těleso Slovinců, Chorvatů a Srbů pod vládou habsbursko-lotrinské dynastie.
V říjnu 1918 si již Slovinci uvědomili, že reforma Rakousko-Uherska není možná a že o budoucnosti rozhodne mírová konference, na níž se budou domáhat práva na sebeurčení. Rozchod s habsburskou monarchií se datuje 11. říjnem 1918, kdy slovinská reprezentace odmítla možnost podílet se na vídeňské vládě.

### Moderní dějiny

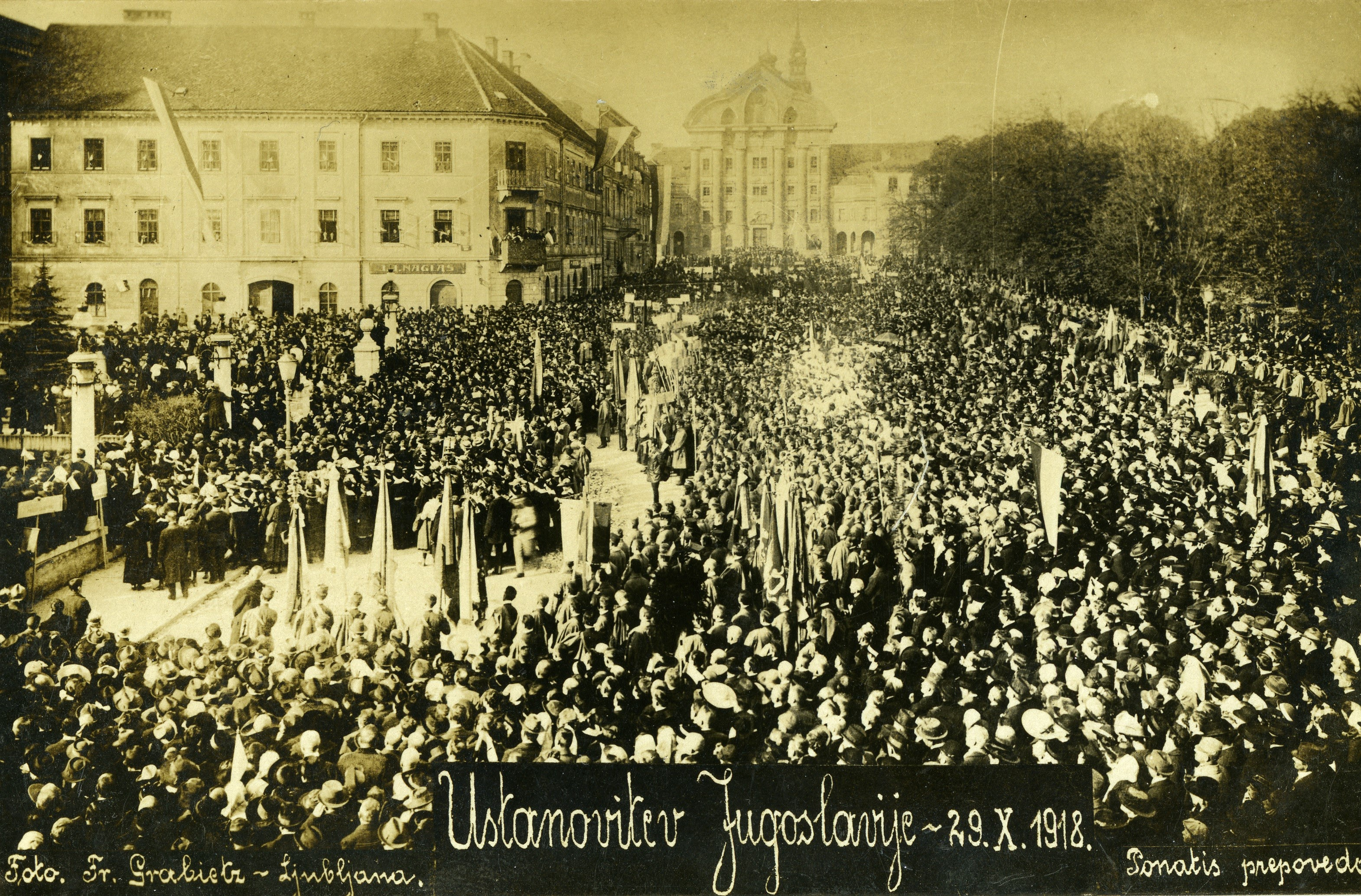
Vyhlášení Státu Slovinců, Chorvatů a Srbů na Kongresovém náměstí v Lublani dne 20. října 1918

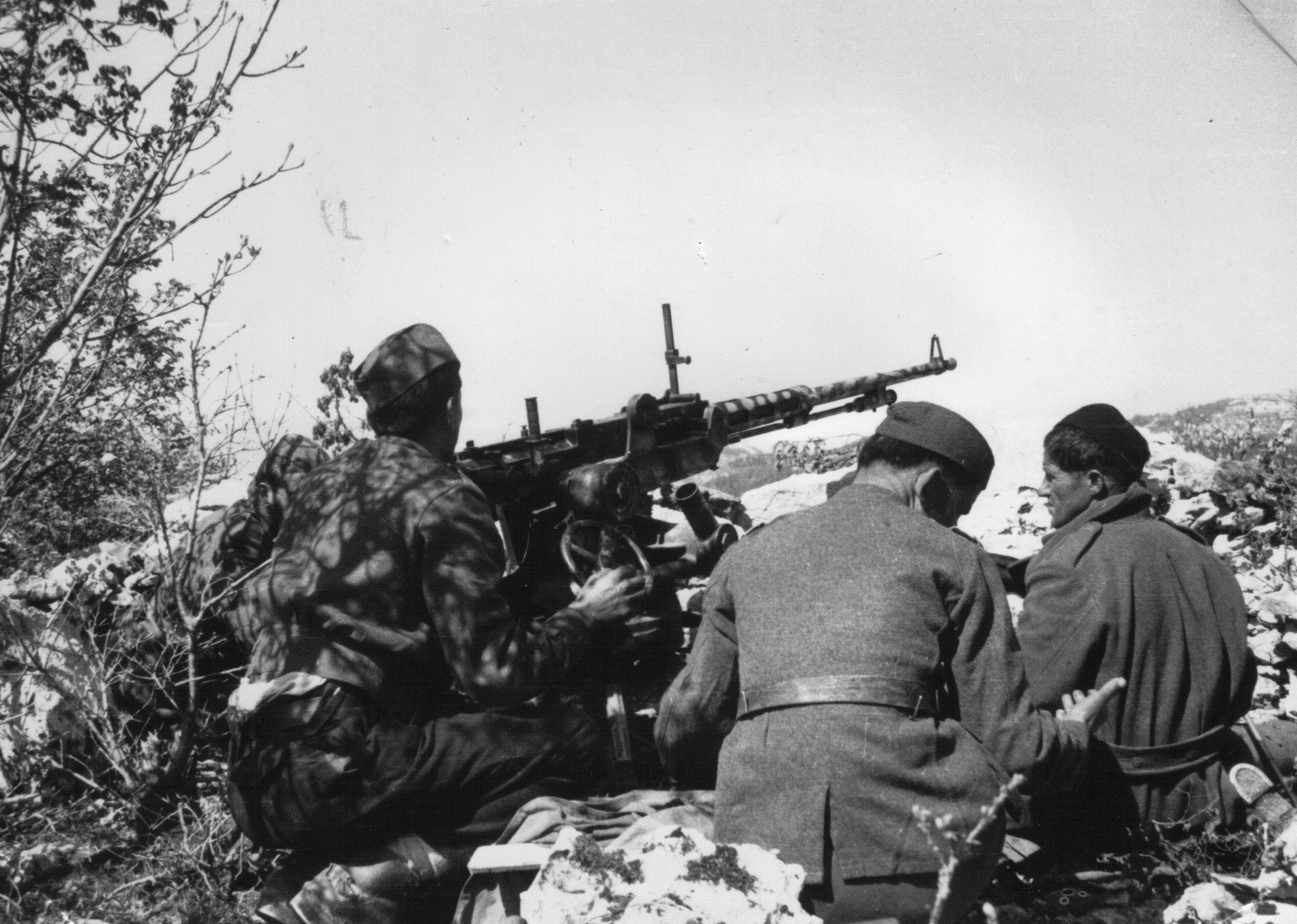
Slovinští komunističtí partyzáni

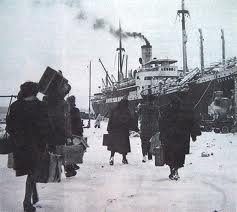
Italové odcházejí z Puly (1947)

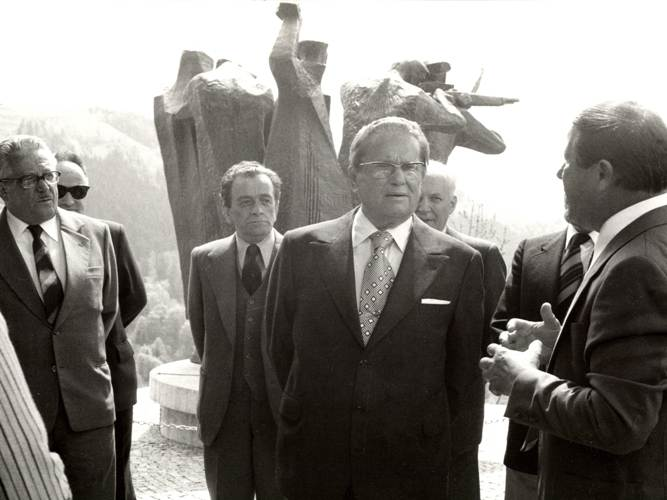
Josip Broz Tito odhaluje pomník odboje u Dražgoše (1977)

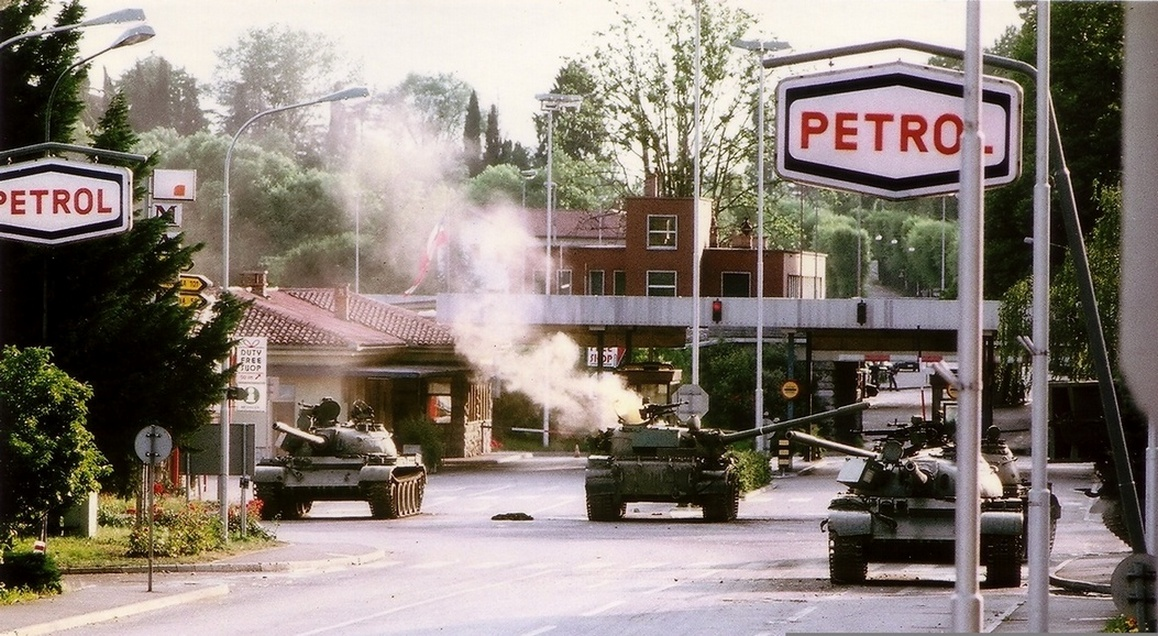
Slovinská válka za nezávislost

Slovinci opustili habsburské soustátí 29. října 1918, když v Záhřebu vznikl Stát Slovinců, Chorvatů a Srbů (po spojení se Srbským královstvím, od prosince 1918, pak Království Srbů, Chorvatů a Slovinců, od října 1929 Království Jugoslávie). Rapallskou smlouvou z 12. listopadu 1920 připadlo Přímoří, Goricko, Terst, Istrie a větší část západního Korutanska (Notraňsko) Itálii, plebiscitem v Korutanech 10. října 1920 připadly téměř celé Korutany Rakousku, v Maďarsku zůstalo několik slovinských vesnic v Prekomurji. Po jugoslávské správní reformě roku 1929 většina slovinského území spadala do tzv. Drávské bánoviny. Slovinsko do jihoslovanského soustátí vstoupilo jako zdaleka nejrozvinutější jeho člen - slovinská průmyslová výroba byla kupříkladu čtyřikrát větší než srbská a 22krát větší než makedonská.
Po okupaci Jugoslávie v dubnu 1941 bylo území dnešního Slovinska rozděleno mezi Německo (severovýchod), Itálii (jihozápad) a Maďarsko (Prekomurje). V německé okupační zóně docházelo k násilné germanizaci a vysidlování etnických Slovinců. Italská vláda poskytla své části Slovinska částečnou autonomii. Část slovinské politické elity pak s Italy kolaborovala. Již v červenci 1941 začalo ozbrojené povstání proti okupantům. Nejvýznamnějším subjektem národněosvobozeneckého boje se stala Osvobozenecká fronta. V roce 1943 byla dolomitským prohlášením formálně uznána role komunistů jako vůdců odboje. Svůj vlastní protifašistický odboj vedli také Slovinci žijící v Itálii, a to už od roku 1927 (organizace TIGR).
V listopadu 1943 se Antifašistická rada národního osvobození Jugoslávie usnesla na poválečném obnovení Jugoslávie na federálním základě. Jednou z federálních jednotek se mělo stát i Slovinsko. Od počátku roku 1944 se začali komunisté připravovat na převzetí politické moci v poválečném Slovinsku. Aby se zabránilo návratu vícestranického systému, bylo rozhodnuto o vytvoření lidové vlády, jež bude právě pod vedením komunistů. 19. února 1944 se v Črnomelju Slovinský národněosvobozenecký výbor přejmenoval na Slovinskou národněosvobozeneckou radu a současně se prohlásil za nejvyšší zákonodárný a zastupitelský orgán ve Slovinsku. Přibližně 8 % veškeré slovinské populace během druhé světové války zemřelo. Německy mluvící menšina, která před válkou tvořila 2,5 % slovinské populace, byla po válce buď vypovězena, nebo zabita. 15 000 istrijských Italů bylo zabito při "masakrech foiba", více než 25 000 jich uprchlo nebo bylo vyhnáno. Po skončení války bylo ve Slovinsku celkem zabito asi 130 000 osob, 15 tisíc z nich byli etničtí Slovinci, většinou příslušníci protikomunistické kolaborantské milice Slovinská domobrana.
V roce 1945 bylo Slovinsko poprvé v historii uznáno za státní útvar. V roce 1947 získalo část západních území, která po první světové válce připadla Itálii. V roce 1954 pak bylo mezi Itálii a Jugoslávii rozděleno i sporné území v okolí Terstu. Slovinsko v rámci jugoslávské federace bylo nejprve lidovou republikou, od roku 1963 socialistickou. Hospodářský náskok oproti zbytku Jugoslávie si Slovinsko udrželo - v letech 1965–66 byl domácí produkt Slovinska 2,5krát vyšší než průměr jugoslávských republik. Federální moc se však snažila rozdíly mezi jednotlivými oblastmi vyrovnávat a podporovala více ty chudší, což Slovinci nesli úkorně. V průběhu šedesátých let se kvůli tomu začaly objevovat první spory s mocenským centrem v Bělehradě (například tzv. Silniční aféra). Skončily odstavením reformních komunistů (Stane Kavčič) a upevněním pozic konzervativců.

Rozklad Jugoslávie začal smrtí maršála Tita v květnu 1980. Na jaře 1987 vyšlo číslo časopisu Nova revija, v němž byly zveřejněny příspěvky France Bučara, Petera Jambreka, Tine Hribara, Ivana Urbančiče a Jože Pučnika, ve kterých napadli vedoucí úlohu komunistů, centralistické vedení jugoslávské politiky a formulovali cíl slovinského národa, kterým má být samostatný slovinský stát jako součást jugoslávské konfederace. Následný demokratizační proces realizovali sami slovinští komunisté. V květnu 1989 zveřejnila slovinská opozice Májovou deklaraci, v níž požadovala ustavení suverénního slovinského státu a svobodu rozhodování o vnějších svazcích. Komunisté v reakci vydali Základní listinu Slovinska, která také hovořila o suverenitě, ale hlásila se i k reformované jugoslávské federaci. V září 1989 byly schváleny četné ústavní dodatky, jež zaváděly ve Slovinsku parlamentní demokracii. V dubnu 1990 proběhly první poválečné svobodné volby, které přinesly vítězství opozičního bloku DEMOS a Milana Kučana ve volbách předsedy Předsednictva.
V prosincovém referendu se většina hlasujících vyjádřila pro samostatnost. Nezávislost Slovinsko vyhlásilo 25. června 1991, na což okamžitě reagovala Jugoslávská lidová armáda. Proběhla krátká slovinská válka za nezávislost, zvaná též desetidenní válka. V ní byly slovinské ozbrojené síly nečekaně úspěšné. Pod patronací Evropských společenství byla v červenci sjednána Brionská deklarace, která znamenala ukončení bojů, ale také vyhlášení tříměsíčního moratoria na nezávislost. Po uplynutí moratoria potvrdila slovinská skupščina nezávislost. 22. května 1992 bylo Slovinsko přijato do Organizace spojených národů.

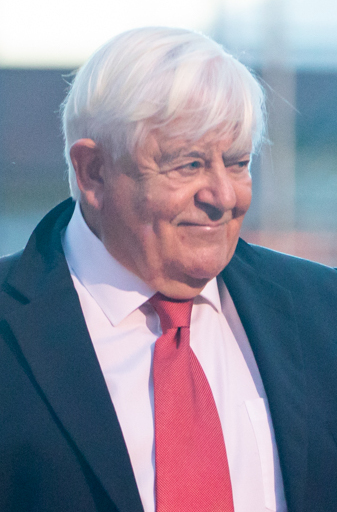
Milan Kučan, první prezident samostatného Slovinska

Následnou ekonomickou transformaci, velmi liberální, připravil především Janez Drnovšek, který si udržel premiérský post takřka celou dekádu (1992–2000, 2000–2002).

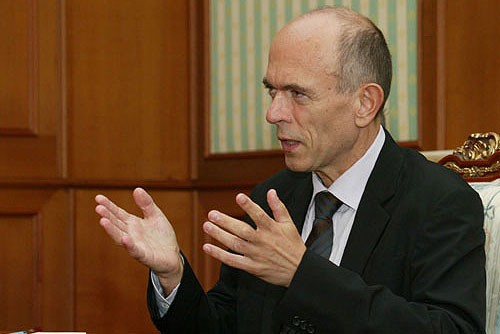
Janez Drnovšek

Samostatnost Slovinska přinesla spory s Chorvatskem v otázce jaderné elektrárny Krško a hranic. Jaderná elektrárna byla budována z finančních prostředků obou republik a tento problém se podařilo vyřešit v letech 1993 až 1996. Hraniční spor se týkal především přístupu Slovinska do mezinárodních vod, kdy pobřežní pás Chorvatska od mezinárodních vod odloučil slovinské přístavy Koper, Izola, Portorož a Piran. Hraniční spory vyřešila až arbitráž roku 2017. Slovinsko v ní vyhrálo a získalo vlastní přístup do mezinárodních vod.
Spory měl nový stát také s Itálií, která zpochybnila některé s bývalou Jugoslávií uzavřené dohody o majetku vyhnaných Italů. Výsledkem těchto sporů byla blokace slovinských přístupových rozhovorů do Evropské unie. Dohoda o přidružení Slovinska k EU byla podepsána v červnu 1996, když Italové akceptovali slovinské řešení – přijetí zákona umožňujícího občanům EU čtyři roky po ratifikaci vstoupit na trh s nemovitostmi.
Slovinsko se tak 1. května 2004 stalo členským státem Evropské unie a 1. ledna 2007 nahradili Slovinci svou národní měnu tolar eurem. 29. března 2004 Slovinsko vstoupilo do Severoatlantické aliance.

## Státní symboly

### Vlajka
Slovinská vlajka je tvořena listem o poměru stran 1:2 se třemi vodorovnými pruhy – bílým, modrým a červeným, se státním znakem umístěným v horním rohu a částečně (vždy polovinou) překrývajícím bílý a modrý pruh.

### Znak
Státní znak Slovinska je tvořen modrým štítem s bílou kresbou hory se třemi vrcholy (prostřední je vyšší) s dvojitým, modrým, zvlněným proužkem v dolní části. Nad prostředním vrcholem jsou tři zlaté, šestihroté hvězdy (2 + 1). Štít je, až na horní část, červeně lemován.

### Hymna
Slovinská hymna je píseň Zdravljica (česky Přípitek) (hymnou je sedmá sloka původní písně). Hudbu složil Stanko Premrl na úryvek z básně France Prešerena.

## Geografie a klima

Topografická mapa Slovinska

Slovinsko se nachází v jihovýchodní Evropě, má přístup ke Středozemnímu moři a na podstatné části jeho severních hranic se nachází Alpy, jmenovitě horské skupiny Julské Alpy, Kamnicko-Savinjské Alpy, Karavanky a Pohorje. Jeho pobřeží, ležící u Jaderského moře, se táhne přibližně 47 kilometrů od hranic s Itálií k Chorvatsku. Jihozápadní části země vévodí krasy, jichž je registrováno necelých 6,6 tisíce, s podvodními řekami, roklinami a jeskyněmi, rozkládající se mezi Středozemním mořem a Lublaní. Naopak východ a severovýchod Slovinska, při hranicích s Chorvatskem a Maďarskem, je takřka rovný. Přesto je podstatná část slovinského území kopcovitá až hornatá a zhruba 90 % povrchu leží nad 200 metrů nad mořem.
Ve Slovinsku se střetávají čtyři významné evropské geografické regiony – Alpy, Dinárské hory, Panonská pánev a Středomoří. Nejvyšší horou je Triglav se 2864 metry, průměrná nadmořská výška činí 492 metrů. Přestože leží při pobřeží Jaderského moře, podstatná část Slovinska se nalézá v úmoří Černého moře.
Kolem poloviny země (11 861 km²) zabírají lesy, což činí Slovinsko, po Finsku a Švédsku, třetím nejzalesněnějším státem v Evropské unii. Na slovinském území se dají nalézt i pozůstatky pralesů, zejména v oblasti Kočevje. Zemědělská plocha zabírá přibližně 4 685 km², z toho orná půda cca 1 751 km², trvalý travní porost 2 673 km² a zbývajících 260 km² jsou trvalé kultury. Dále se ve Slovinsku nachází 161 km² vinic.
Ve Slovinsku je podnebí alpské, kontinentální a středomořské. Většina Slovinska má mírné kontinentální podnebí, s výjimkou Slovinského přímoří a Julských Alp. Submediteránní podnebí zasahuje do severních výběžků Dinárských hor, které protínají zemi ve směru severozápad-jihovýchod. V Julských Alpách na severozápadě se vyskytuje alpské podnebí. Směrem k severovýchodu Panonské pánve je výraznější kontinentální podnebí. Průměrná teplota je -2 °C v lednu a 21 °C v červenci.

## Vláda a politika

### Hlava státu

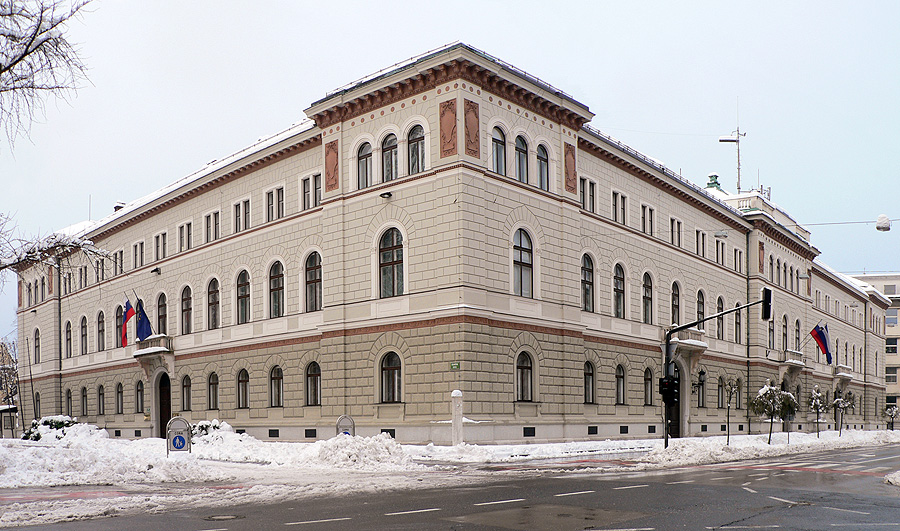
Sídlo prezidenta a také vlády

Prezident republiky je představitelem Republiky Slovinsko a vrchním velitelem ozbrojených sil Republiky Slovinsko. Funkce prezidenta republiky je neslučitelná s výkonem jakékoliv veřejné funkce či povolání. Do účinnosti ústavy z roku 1991 mělo Slovinsko kolektivní hlavu státu – Předsednictvo. První prezidentské volby se uskutečnily 6. prosince 1992 a jejich vítězem se stal Milan Kučan, který již od dubna 1990 vykonával funkci předsedy Předsednictva.
Hlavou státu byl v letech 1945 až 1974 předseda Skupščiny, v letech 1974 až 1992 Předsednictvo, resp. jeho předseda, a od roku 1992 prezident. Současným slovinským prezidentem je Nataša Pircová Musarová.

### Parlament a vláda
Zákonodárné sbory vznikly po druhé světové válce. Do roku 1953 byl slovinský parlament jednokomorový, v letech 1953 až 1963 dvoukomorový, poté do roku 1974 pětikomorový a v letech 1974 až 1991 tříkomorový. Dnes se pod pojmem parlament souhrnně označuje Státní shromáždění a Státní rada, které jsou však ústavně konstruovány bez podřazení pod společný subjekt. Současný slovinský parlament je z obecného hlediska nastaven jako nedokonalý dvoukomorový s výraznou převahou dolní komory (Státního shromáždění).
V čele zákonodárných sborů a jejich komor stál vždy předseda, v letech 1946 až 1953 pak ještě existoval i kolektivní orgán – Prezídium Skupščiny. V letech 1953 až 1974 byl předseda Skupščiny zároveň nejvyšším představitelem republiky. V současnosti má svého předsedu Státní rada i Státní shromáždění.
Nejvyšším orgánem moci výkonné je Vláda Republiky Slovinsko. V jejím čele stojí předseda vlády. Z hlediska ústavy a zákonů se vláda jeví – podobně jako za účinnosti socialistické ústavy – jako výkonný výbor parlamentu, což však v praxi již tak jednoznačné není.

### Soudní systém

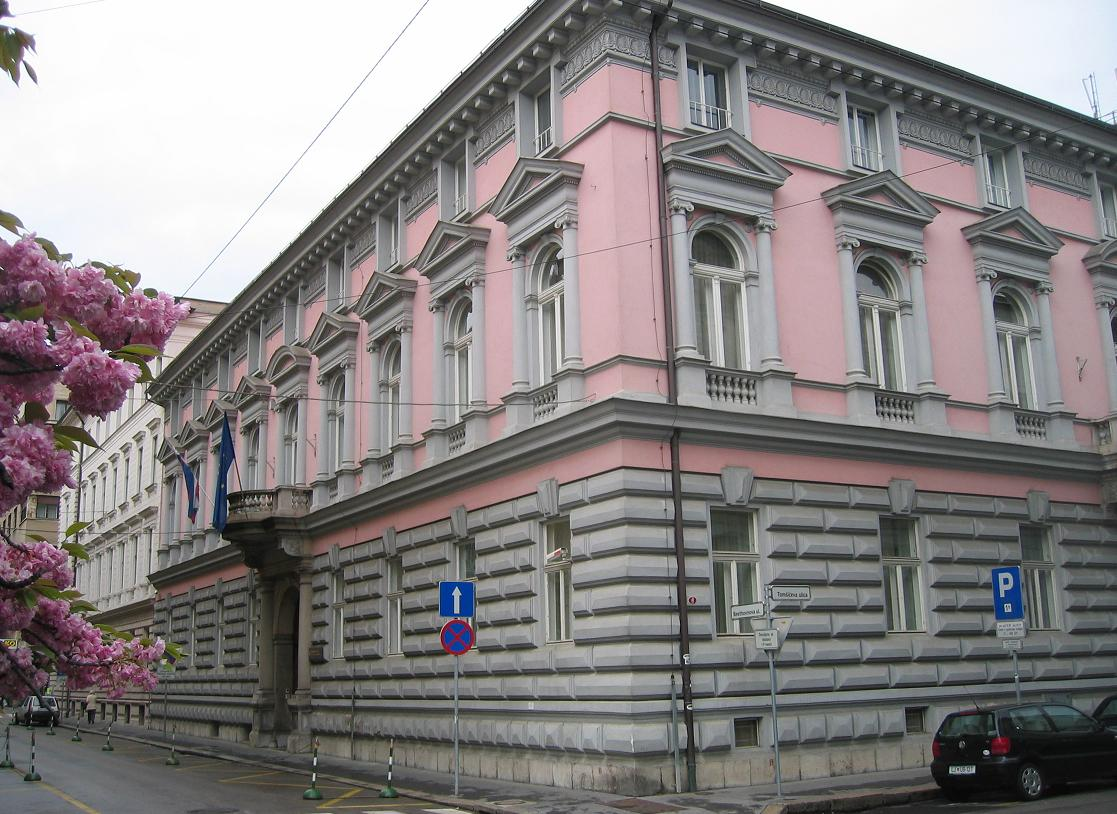
Sídlo Ústavního soudu

Soudní moc ve Slovinsku je tvořena Ústavním soudem, Nejvyšším soudem – jako nejvyšším soudním tělesem – pod nímž se nacházejí vrchní soudy a Vyšší pracovní a sociální soud. Pod vrchními soudy jsou soudy krajské a okresní, pod Vyšším pracovním a sociálním soudem jsou pracovní soudy a Pracovní a sociální soud.
Do roku 1918 byl vývoj slovinského soudnictví ovlivňován příslušností k podunajské monarchii, v období let 1918 až 1991 – s přestávkou za druhé světové války – pak vývojem ve státu jižních Slovanů.
Současná soustava obecných soudů je tvořena 44 okresními soudy (okrajna sodišča), které jsou podřazeny pod jeden z jedenácti krajských soudů (okrožna sodišča), které jsou rozděleny mezi čtyři vrchní soudy (Višja sodišča). Na vrcholu soustavy se nachází Nejvyšší soud Republiky Slovinsko (Vrhovno sodišče). a úrovni vrchních soudů existuje ještě Správní soud (Upravno sodišče) a Vrchní pracovní a sociální soud (Višje delovno in socialno sodišče), pod který patří tři pracovní soudy a jeden pracovní a sociální soud. Ve Slovinsku existuje také Ústavní soud. Výjimečné soudy a v době míru vojenské soudy se z dikce ústavy nevytvářejí. Podle ústavy jsou soudci slovinských soudů vázáni ústavou a zákonem. Specifickou institucí je Rozpočtový soud (Računsko sodišče), jenž funguje jako orgán pro přezkoumání státních účtů, státního rozpočtu a všech veřejných výdajů. Rozpočtový soud však nelze řadit mezi ostatní soudy, neboť se s ohledem na své zakotvení nachází zcela mimo moc soudní.

### Politické strany
Ve Slovinsku existuje vícestranický systém. Vývoj je rozdělován do čtyř fází: do 1945, do 1986, do 1991, od 1992. První fáze vývoje slovinského stranického systému v období od devadesátých let devatenáctého století do čtyřicátých let dvacátého století byla ve znamení rozvoje občanské společnosti a vytváření prvních politických stran. V důsledku politického vývoje byla na sklonku tohoto období faktická legální politická činnost znemožněna. Od konce druhé světové války až do roku 1986 existovala jedna politická strana – Svaz komunistů Slovinska, organizačně začleněná do Svazu komunistů Jugoslávie. Vedle strany existovala soustava společensko-politických organizací. V letech 1986 až 1991 došlo k přechodu k pluralitnímu stranickému systému. Od roku 1992 funguje současný stranický systém.
Relevantní politické strany současné politické scény jsou zejména Sociální demokraté (Socialni demokrati – SD), Slovinská demokratická strana (Slovenska demokratska stranka – SDS), ZARES – Nová politika (Zares – Nova politika), Demokratická strana důchodců Slovinska (Demokratična stranka upokojencev Slovenije – DeSUS), Slovinská národní strana (Slovenska nacionalna stranka – SNS) a Liberální demokracie Slovinska (Liberalna demokracija Slovenije – LDS).

### Administrativní dělení

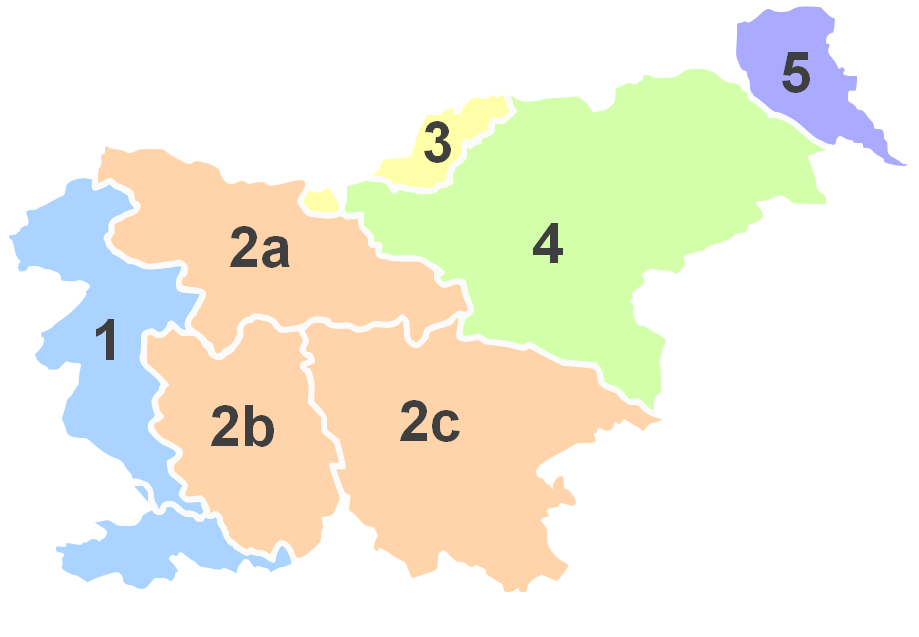
Historická území Slovinska:
1 Přímoří; Kraňsko: 2a Horní Kraňsko
2b Vnitřní Kraňsko, 2c Dolní Kraňsko
3 Korutany; 4 Dolní Štýrsko; 5 Zámuří

Jako tzv. „slovinské země“ byly označovány Kraňsko (s centrem v Lublani), Dolní Štýrsko (s centrem v Mariboru), Korutany (s centrem Celovci), Gorice a Gradiška (s centrem v Gorici), Terst, Istrie (s centrem v Pule) a Zámuří (s neoficiálním centrem v Murské Sobotě). Po první světové válce zůstala Slovincům jen v zásadě etnicky homogenní území Kraňska, Dolní Štýrsko a Zámuří, kde byla početná maďarská menšina. V meziválečném období byla nejprve dosavadní územní organizace rozbita, v roce 1929 pak prakticky veškerá slovinská území připadla k Drávské bánovině.
Po druhé světové válce došlo ke korektuře jugoslávsko-italské hranice, když byla k Jugoslávii připojena území, která po první světové válce Itálie zabrala. Istrie, kde po odsunu Italů měli většinu Chorvaté, se stala součástí Chorvatska. V důsledku sovětsko-jugoslávské roztržky nebyly naplněny úvahy o připojení Korutan (na úkor Rakouska) a celého území Terstu (na úkor Itálie) k Jugoslávii.
Ke správní reformě došlo v roce 1952, kdy bylo Slovinsko rozděleno na 19 okresů (okraji), tvořené třemi městy (z toho jedno hlavní město – Lublaň) a 371 občin (z toho 44 městských občin). Od roku 1955 již existovaly jen občiny, jejichž počet postupně klesal – od 130 v roce 1955 na 60 v roce 1982. V roce 1982 se počet občin zvýšil na 65, aby v roce 1990 opět klesl na 62. Po osamostatnění Slovinska se vedly diskuse o reformě systému. V současnosti je ve Slovinsku 212 občin, z nichž 12 má status městské občiny. Poslední z občin, Ankaran, vznikla v červnu 2011 rozhodnutím Ústavního soudu.
Ačkoliv původní koncepce počítala s tím, že po druhých volbách do orgánů občin (1998) bude přijata zákonná úprava krajského zřízení, doposud se tak nestalo.

### Zahraniční vztahy

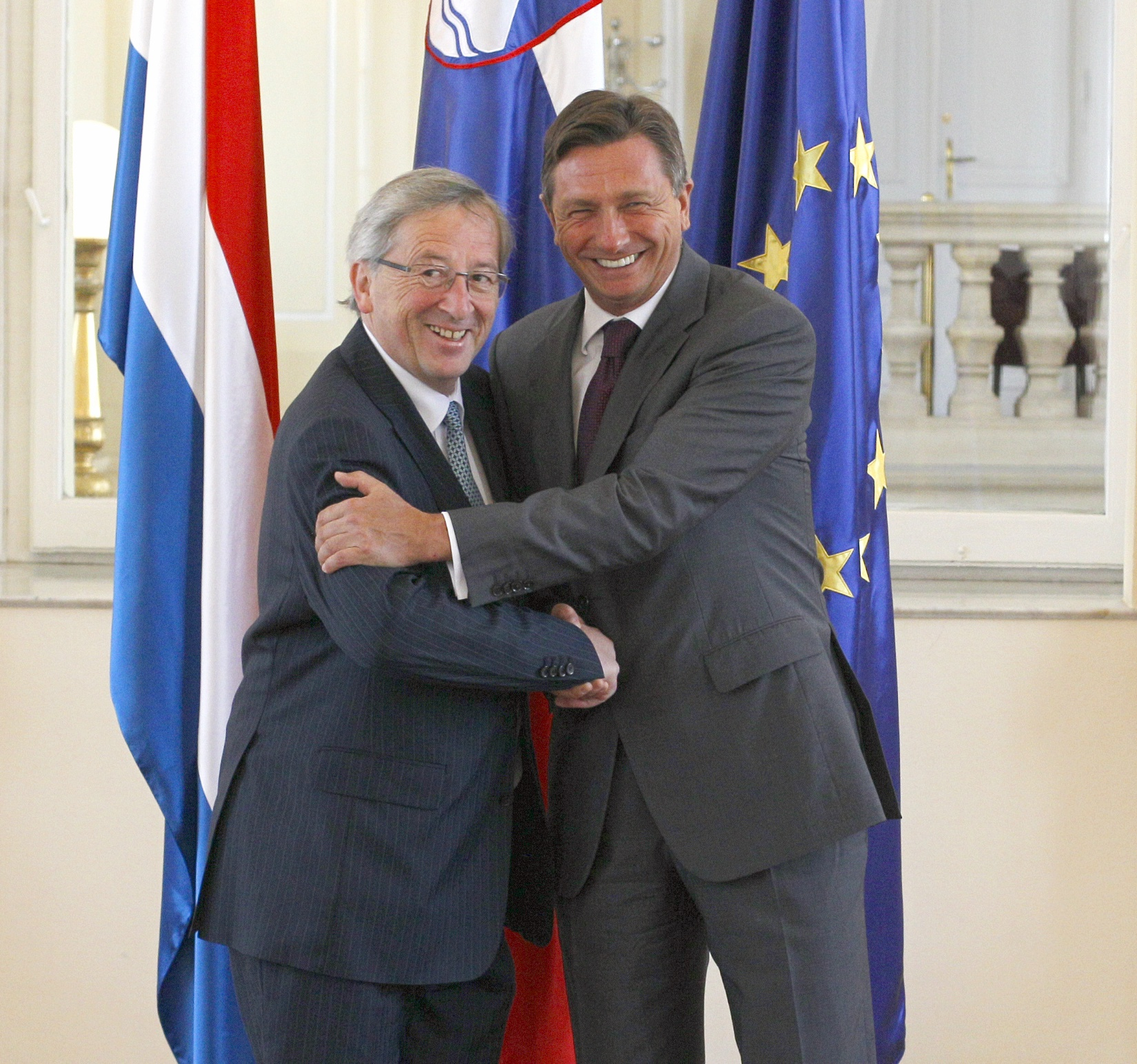
Předseda EK Jean-Claude Juncker a prezident Borut Pahor roku 2010

Slovinsko se stalo samostatným svrchovaným státem 25. června 1991, 26. června 1991 bylo Slovinsko uznáno Chorvatskem. 7. července 1991 byla Brionskou deklarací účinnost aktů z 25. června 1991 na tři měsíce přerušena. V říjnu 1991 potvrdilo Slovinsko svou vůli opustit Jugoslávii. Následně ho uznaly některé bývalé státy SSSR, 19. prosince 1991 bylo Slovinsko uznáno Islandem, Švédskem a Spolkovou republikou Německo. Vatikán Slovinsko uznal 13. ledna 1992, San Marino 14. ledna 1992 a Evropská společenství pak 15. ledna 1992. ČSFR uznala Slovinsko společně s Chorvatskem 16. ledna 1992. Spojené státy americké uznaly Slovinsko 7. dubna 1992.
Slovinsko je od 28. března 2004 členem NATO, od 1. května 2004 členem Evropské unie, od 1. ledna 2007 členem Evropské měnové unie, od 21. července 2010 pak i OECD. V letech 1997 až 1999 bylo Slovinsko nestálým členem Rady bezpečnosti OSN, v první polovině roku 2008 předsedalo Slovinsko Radě Evropské unie a v období května až listopadu 2008 bylo v čele Výboru ministrů Rady Evropy.
Mimořádnou a zplnomocněnou velvyslankyní Republiky Slovinsko v České republice je od února 2011 Smiljana Knez.

## Ekonomika

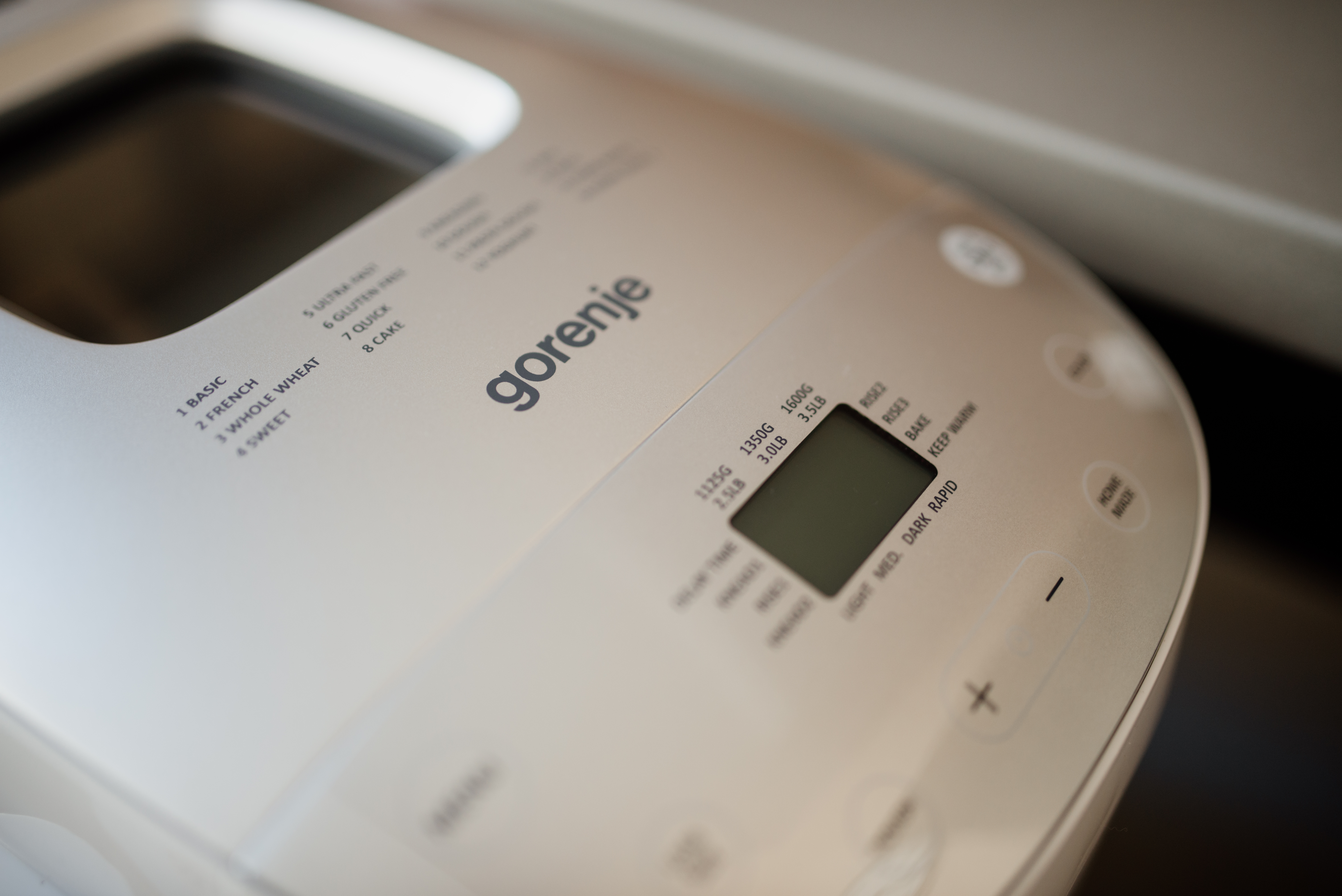
Digitální opékač Gorenje

Počátky industrializace Slovinska sahají do období habsburské monarchie. Již od vzniku státu jižních Slovanů se slovinské oblasti řadily k hospodářsky nejrozvinutějším. V letech 1945 až 1946 došlo ke zestátnění velkého průmyslu a bylo rozhodnuto, že se ve Slovinsku bude rozvíjet zejména těžký průmysl. 1. září 1947 tak maršál Tito otevřel železárnu v Lublani – Titovi zavodi Litostroj (dnes Litostroj). Jednostranná orientace na těžký průmysl byla opuštěna v období reformní vlády Stane Kavčiče ve druhé polovině šedesátých let, kdy současně začalo období surovinově a technologicky efektivnější výroby. Ačkoliv byli reformní komunisté kolem Kavčiče nakonec odstaveni, Slovinsko si i nadále udrželo relativně intenzivní ekonomické styky se západními zeměmi a firmami, což ovšem naráželo na odpor srbského a jugoslávského vedení. Vyhlášení nezávislosti, a tak ztráta celojugoslávského trhu, způsobila slovinskému hospodářství značné problémy: vzrostla nezaměstnanost, přibližně o polovinu klesla průměrná mzda a průmyslová výroba klesla na hodnoty z roku 1977. Situace vyvrcholila v roce 1993. V letech 1995 až 2008 byl hospodářský růst stabilní a dosahoval přibližně 4 %. V roce 2009 došlo v důsledku globální krize k meziročnímu poklesu o devět procent. V roce 2009 dosahovala výše hrubého domácího produktu (HDP) na hlavu 17 331 €, nezaměstnanost byla 5,9 %, inflace 0,9 %. Průměrná mzda byla v roce 2009 necelých 1 439 €.
Ve Slovinsku bylo v roce 2008 evidováno přes sto padesát tisíc podnikatelských subjektů, z nichž nejznámější jsou Elan, Gorenje, Krka, Revoz a Triglav.

### Průmysl a zemědělství
V průmyslu je ve Slovinsku zaměstnáno 32 % pracovních sil a průmysl vytváří necelých 69 % HDP. Nejvýznamnějšími odvětvími jsou kovozpracující průmysl, chemický průmysl, elektronický a elektrotechnický, potravinářský, papírenský průmysl a textilní, oděvní a kožedělný.
Pro slovinské zemědělství je typické velké množství maloplošných hospodářství, jež v průměru obhospodařují 6,5 hektaru půdy. Necelých 64 % zemědělské plochy je rozděleno mezi malé statky o velikosti do 15 hektarů. Pro zemědělství je typická nízká produktivita.

### Doprava

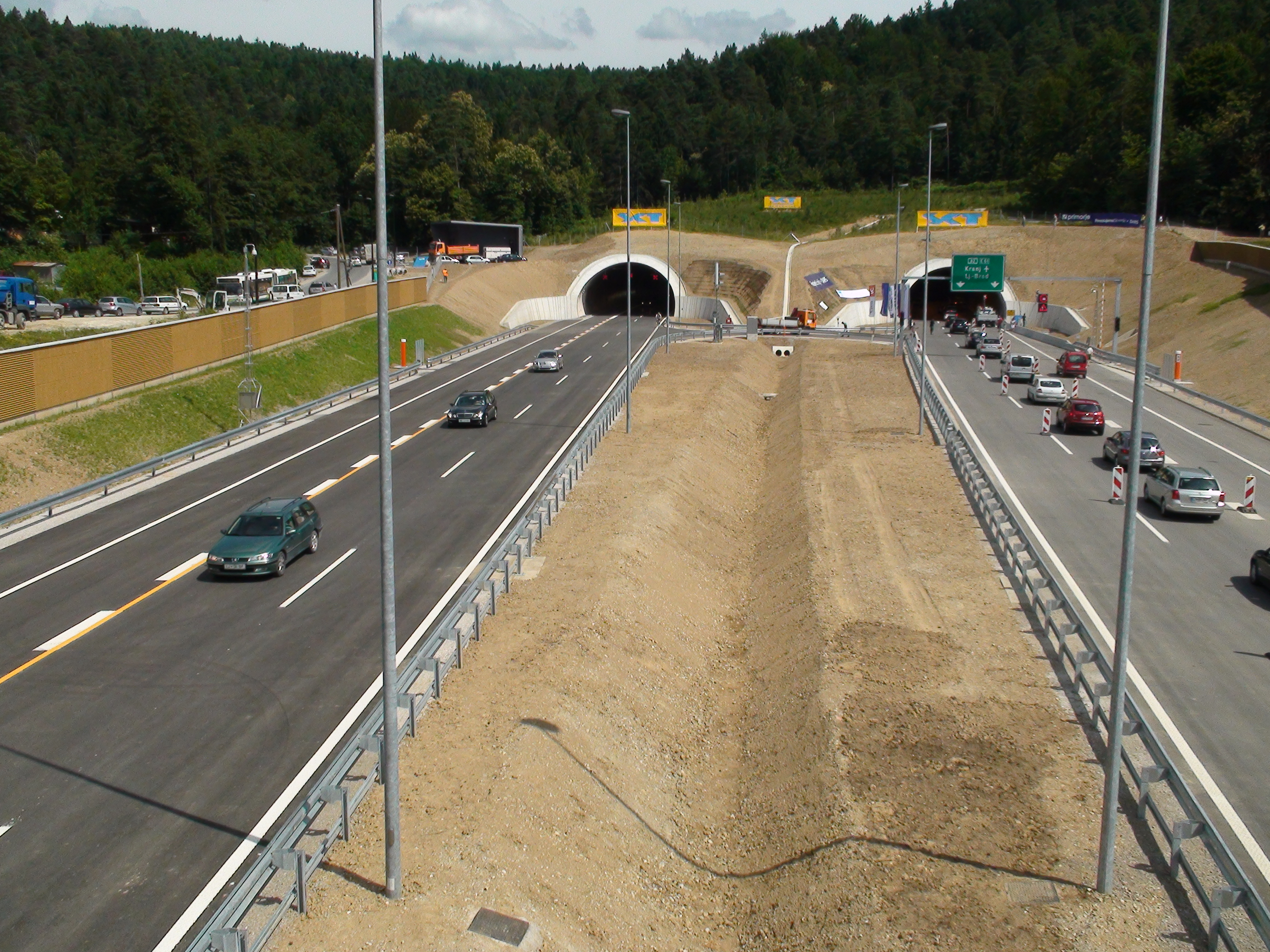
Tunel Šentvid na dálnici A2

Firma SŽ-Infrastruktura, která v roce 2011 převzala železniční infrastrukturu od unitární společnosti Slovenske železnice provozuje 1 228 kilometrů tratí, rozchod kolejí je 1 435 mm, 330 kilometrů je dvoukolejných. Železnice protíná všechny části země. 503 kilometrů tratí je elektrizováno soustavou 3kV DC.
Výstavba prvního třicetikilometrového dálničního úseku ve Slovinsku i v Jugoslávii – Vrhnika – Postojna byla zahájena v květnu 1970. Úsek byl otevřen 29. prosince 1972. K profinancování výstavby byl použit i úvěr od Mezinárodní banky pro obnovu a rozvoj. Výstavbě dálnice předcházela tzv. silniční aféra. Do vyhlášení nezávislosti Slovinska bylo v republice v provozu 187 kilometrů dálnic a rychlostních silnic. V roce 1995 byl přijat Národní program výstavby dálnic v Republice Slovinsko (Nacionalni program izgradnje avtocest v Republiki Sloveniji, NPIA), který počítá především s výstavbou komunikací v ose severovýchod–jihozápad a severozápad–jihovýchod. Dálnice jsou ve Slovinsku označovány písmenem A, což souvisí se slovinským pojmenováním – avtoceste. Maximální povolená rychlost na dálnicích je 130 km/hod. V roce 1994 byla dálniční síť převedena na Společnost pro dálnice v Republice Slovinsko (Družba za avtoceste v Republiki Sloveniji, DARS), která dnes spravuje 592 kilometrů dálnic a 155 kilometrů rychlostních silnic. Rychlostní silnice jsou označovány písmenem H, což souvisí se slovinským pojmenováním – hitra cesta. Maximální povolená rychlost na rychlostních silnicích je 100 km/hod.

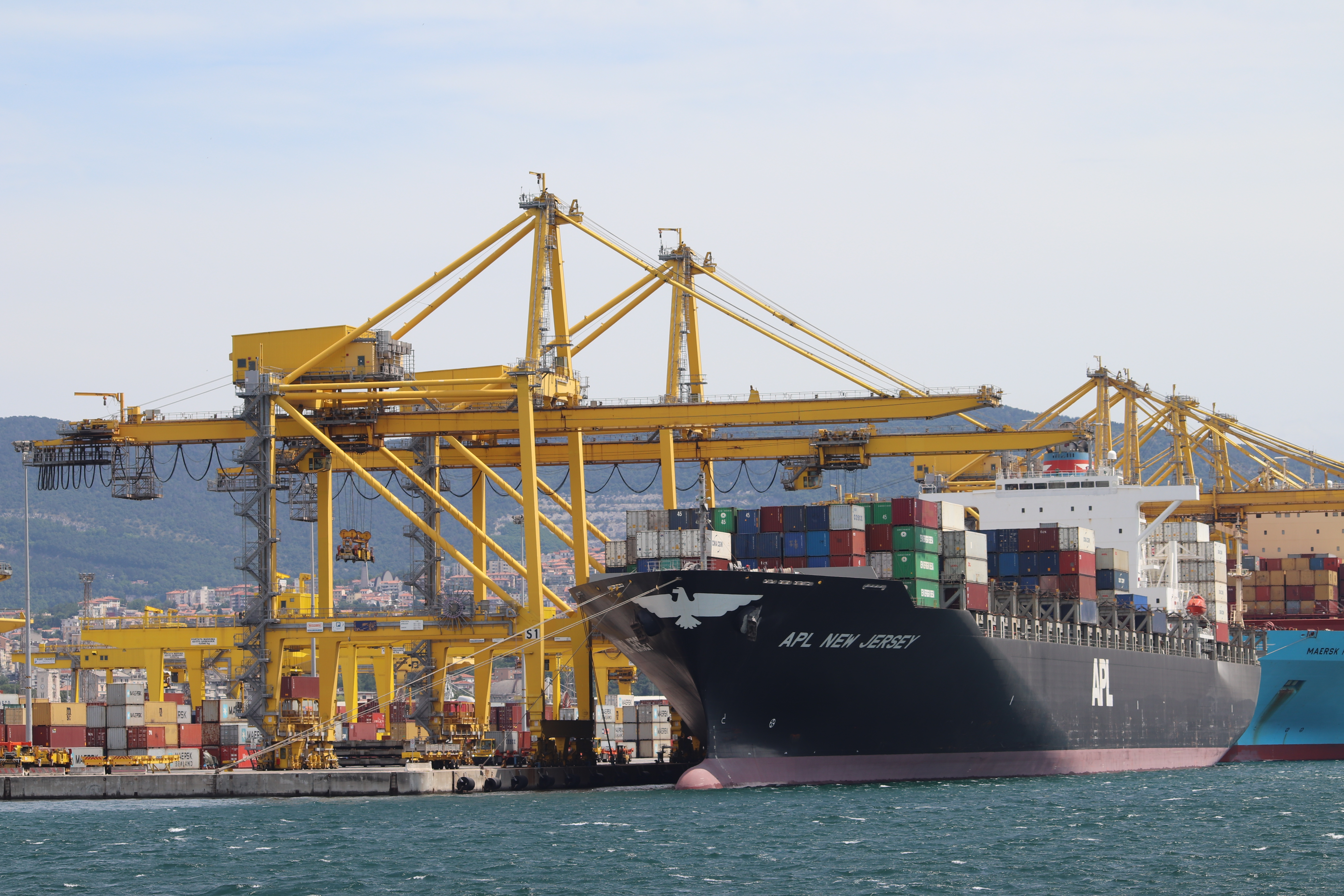
Přístav Terst

Až do konce první světové války byl hlavním slovinským přístavem Terst, který byl považován také za jediný jižní „německý“ přístav. Jelikož se však Terst stal posléze součástí Itálie, uvědomila si jugoslávská vláda nutnost vybudování přístavu nového. Tak byl v roce 1957 založen přístav Koper, který se v roce 1958 otevřel mezinárodnímu obchodu. Přístav byl od té doby rozšířen a v roce 2007 jím prošlo 15 milionů tun nákladu, díky čemuž byl druhým největším přístavem v Jaderském moři po Terstu před Rijekou. Další rozšíření přístavu je závislé na vybudování železničního napojení.
Slovinsko má tři mezinárodní letiště: Letiště Jože Pučnika nedaleko Lublaně, Letiště Edvarda Rusjana u Mariboru a malé mezinárodní letiště v Sečovlje nedaleko Portorože. V Cerklje ob Krki se nachází vojenské letiště.

### Cestovní ruch
Rozvoj cestovního ruchu nastal ve druhé polovině devatenáctého století, kdy byla dostavěna železniční trať spojující Terst s podunajským vnitrozemím, a z počátku byl spojen především se sídly Bled a Postojna. Také rozvoj turismu byl ve Slovinsku spojen s reformní vládou Stane Kavčiče. Klíčovým zákonem pro oblast cestovního ruchu je zákon o podpoře rozvoje cestovního ruchu z prosince 2003. Hlavní národní turistickou organizací je Slovinská organizace cestovního ruchu (Slovenska Turistična Organizacija). V lednu se konává veletrh zaměřený na cestovní ruch – Alpe-Adria: Turizem in prosti čas.

## Věda a školství

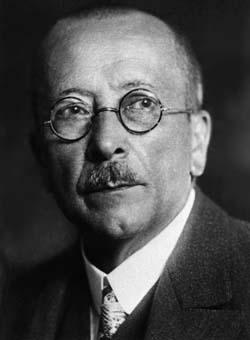
Friderik Pregl (1869–1930)

Prapočátky přírodních věd ve Slovinsku nalezneme již u Heřmana Dalmatince, který překládal ve 12. století z arabštiny důležitá díla, která obnovila vědeckou tradici Evropy – Euklidova nebo Klaudia Ptolemaia. Jediným slovinským nositelem Nobelovy ceny je Friderik Pregl, jenž však pracoval v rakouském Grazu. Dalším významným vědcem v oblasti přírodních věd byl fyzik Jožef Stefan, autor Stefanova–Boltzmannova zákona, s jehož pomocí provedl první vědecký výpočet teploty na povrchu Slunce. Matematik a fyzik Jurij Vega ovlivnil vývoj balistiky. Právník a politik Peter Kozler byl autorem podrobné mapy území osídleného slovinským etnikem. Průkopníkem letectví byl Edvard Rusjan. Elektrické jevy studoval Milan Vidmar, bioakustiku biolog Ivan Regen.

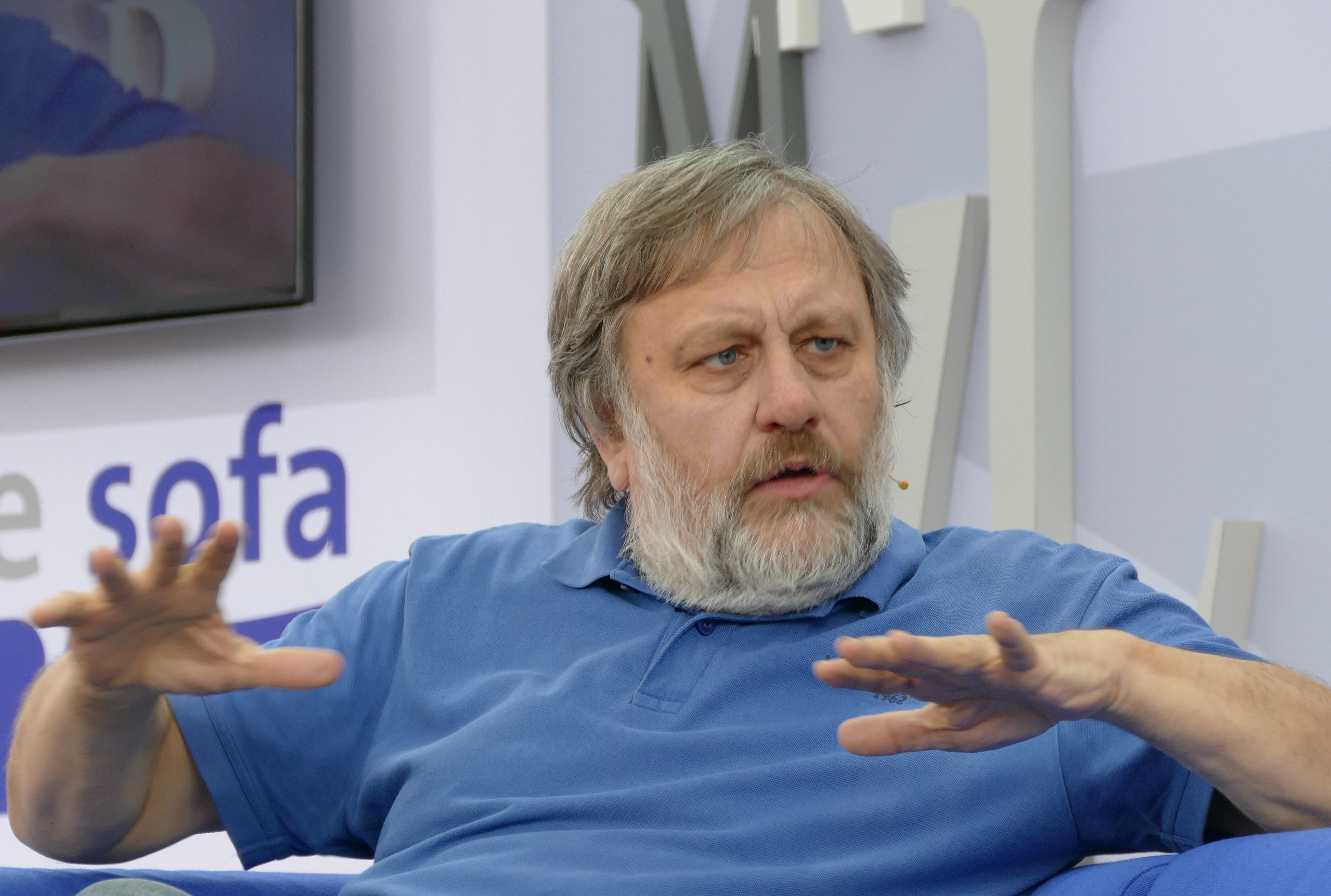
Slavoj Žižek

Významnými osobnostmi sociálních a humanitních věd jsou Janez Vajkard Valvasor, jenž vydal německy psanou encyklopedickou práci Sláva vévodství kraňského (Die Ehre des Hertzogthums Crain) či jazykovědec Franc Miklošič, který se zapojil i do revoluce roku 1848. V Lublani se narodil Constantin von Wurzbach, jehož životním dílem byl Biographisches Lexikon des Kaiserthums Oesterreich. Dalším významným lingvistou 19. století byl Jernej Kopitar. Ve Slovinsku se narodil i známý filozof Slavoj Žižek. Rodákem ze slovinské Jesenice byl i významný sociolog Thomas Luckmann, spoluautor světoznámé knihy Sociální konstrukce reality. Odborníkem na moderní slovinské dějiny je historik Janko Prunk.
V roce 1693 vznikla v Lublani první učená společnost sdružující lékaře, právníky a teology – Academia Operosorum, jež fungovala skoro celé čtvrtstoletí.

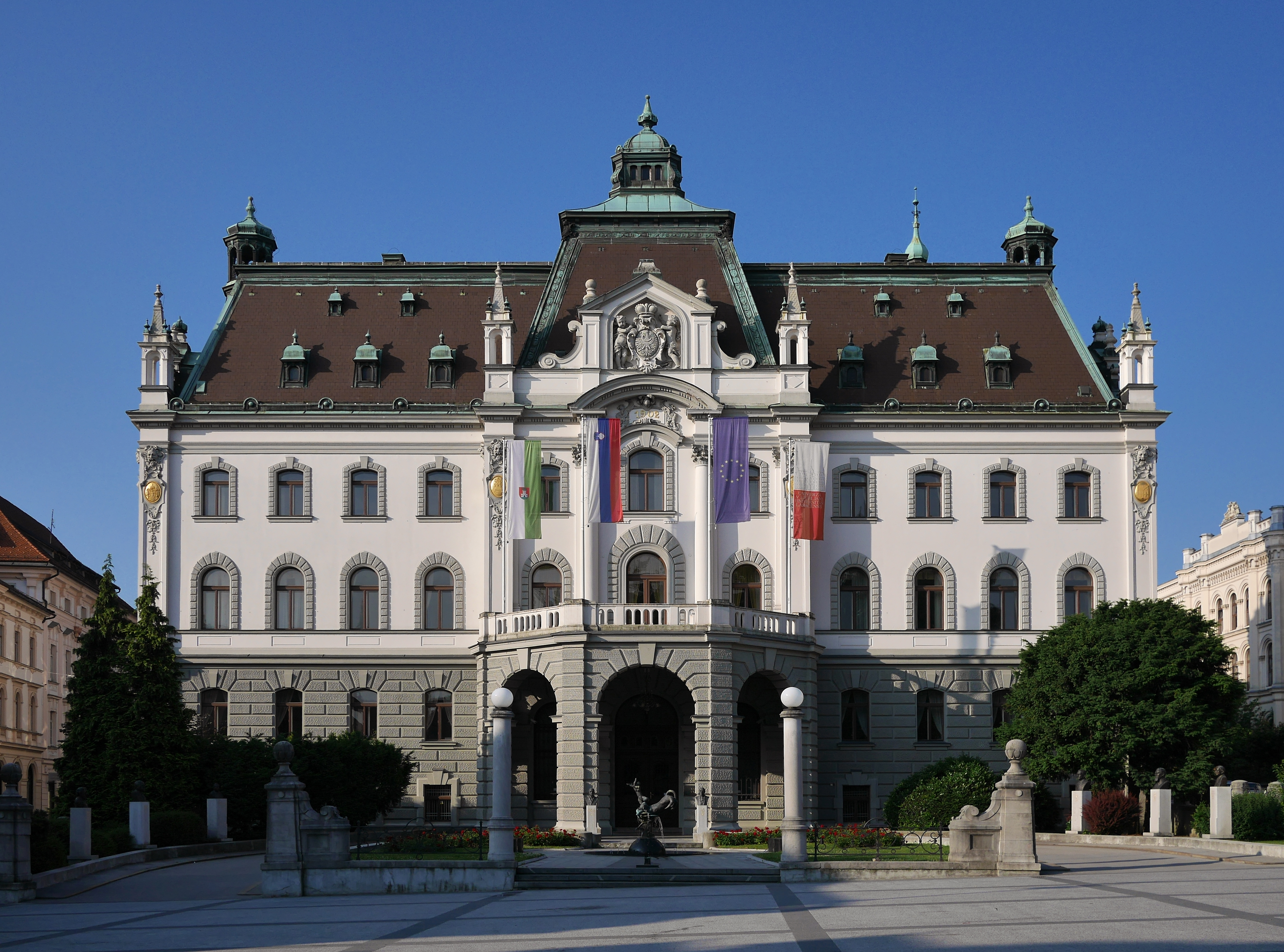
Univerzita v Lublani

Školský systém ve Slovinsku je možné rozdělit na obecnou část a zvláštní část. Obecnou část tvoří předškolní vzdělání, základní vzdělání, střední vzdělání (odborné a technické vzdělávání, střední všeobecné vzdělávání), vyšší odborné vzdělávání a terciární vzdělávání. Zvláštní část systému tvoří vzdělávání dospělých, hudební a taneční vzdělávání, speciální vzdělávání, modifikované vzdělávací programy a programy v etnicky a jazykově smíšených oblastech. Školní rok trvá ve Slovinsku od října do června.
Ve školním roce 2008/2009 bylo ve Slovinsku 791 základních škol, kde studovalo necelých 162 tisíc žáků, 129 středních škol, na nichž studovalo přes 87 tisíc studentů, v rámci terciárního vzdělávání působilo 89 institucí, na nichž studovalo přes 114 tisíc studentů. Ve Slovinsku působí čtyři univerzity: Univerzita v Lublani, Univerzita v Mariboru, Primorská univerzita a Univerzita v Nove Gorici.

## Demografie

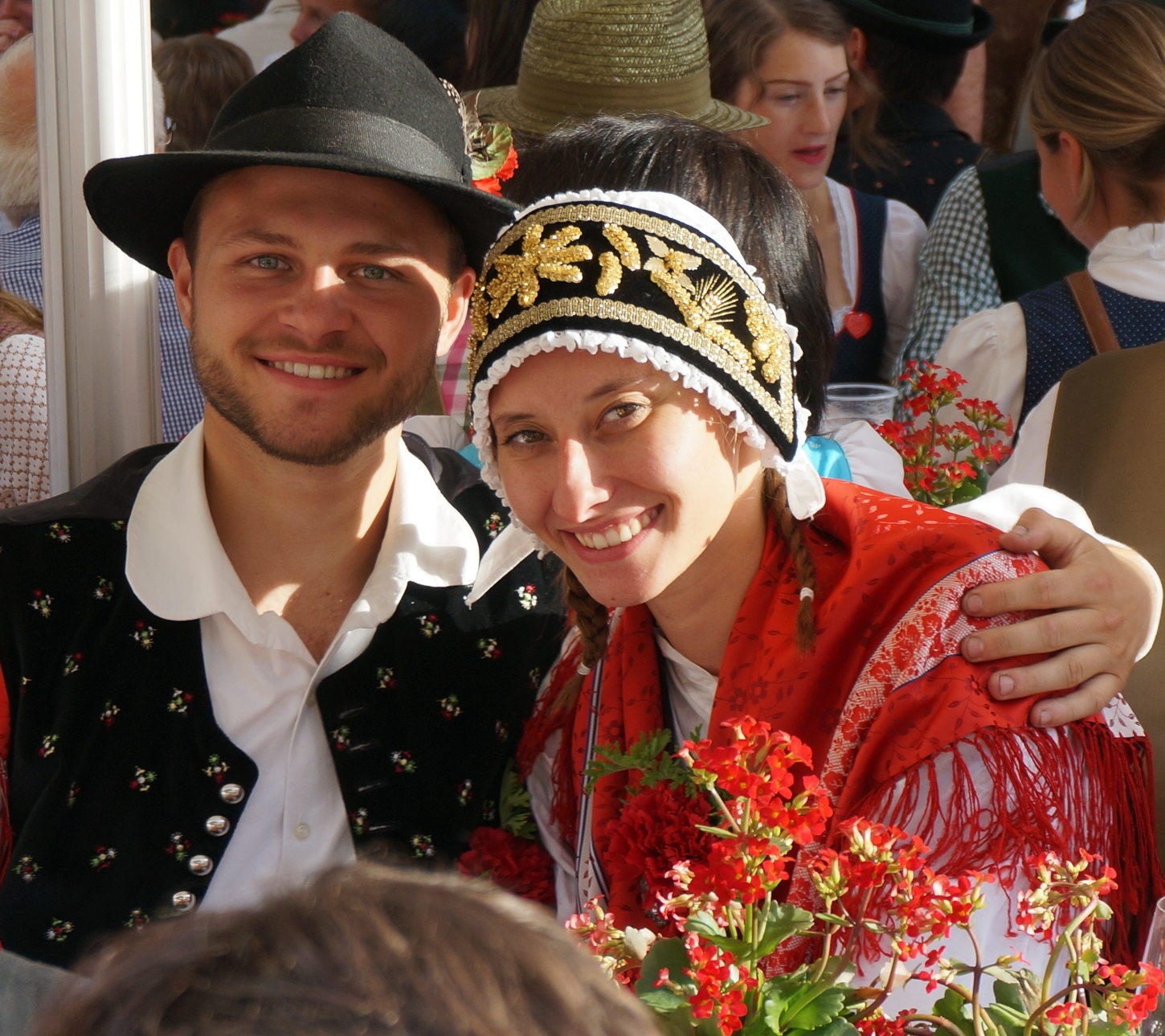
Členové slovinského folklórního souboru

V roce 1857 žilo na území dnešního Slovinska 1 101 854 obyvatel a od té doby v zásadě jejich počet až do současnosti stoupal. Výjimkou bylo období po první světové válce: jestliže v roce 1910 žilo na území dnešního Slovinska 1 321 098, v roce 1921 již jen 1 054 919. Po roce 1921 počet obyvatel opět narůstal. Ačkoliv v letech 1961 až 1991 absolutní počet Slovinců rostl, jejich procentuální podíl s rostoucím zastoupením Srbů a Chorvatů klesal.
Populace se však v posledních desetiletích začíná potýkat s problémy. Slovinsko patří mezi evropské země s nejvýraznějším stárnutím obyvatelstva, což lze přičíst nízké porodnosti a prodlužující se průměrné délce života. V roce 2009 činila míra sebevražd 22 na 100 tisíc obyvatel za rok, což je mezi evropskými zeměmi jedna z nejvyšších, a to i přes to, že mezi lety 2000 až 2010 klesla asi o 30 %. Rozdíly mezi regiony a pohlavím jsou výrazné.
V současnosti žije ve Slovinsku 1 964 036 obyvatel. Z hlediska etnického složení mají většinu Slovinci (83,06 %), následují je Srbové (1,98 %), Chorvaté (1,81 %) a Bosňáci (1,1 %). Čechů žilo v době sčítání ve Slovinsku 273, Slováků 216. Nicméně pro více než 88 % obyvatelstva je rodným jazykem slovinština a jako jazyk pro běžnou komunikaci ji v domácím prostředí uvádí dokonce 92 % obyvatelstva. V zemi totiž existuje téměř 9 % obyvatel, kteří se sice přímo nehlásí ke slovinské národnosti, slovinským jazykem však hovoří (jedná se např. o lidi se smíšených manželství či o obyvatelstvo s "jugoslávským" sentimentem).

### Literatura

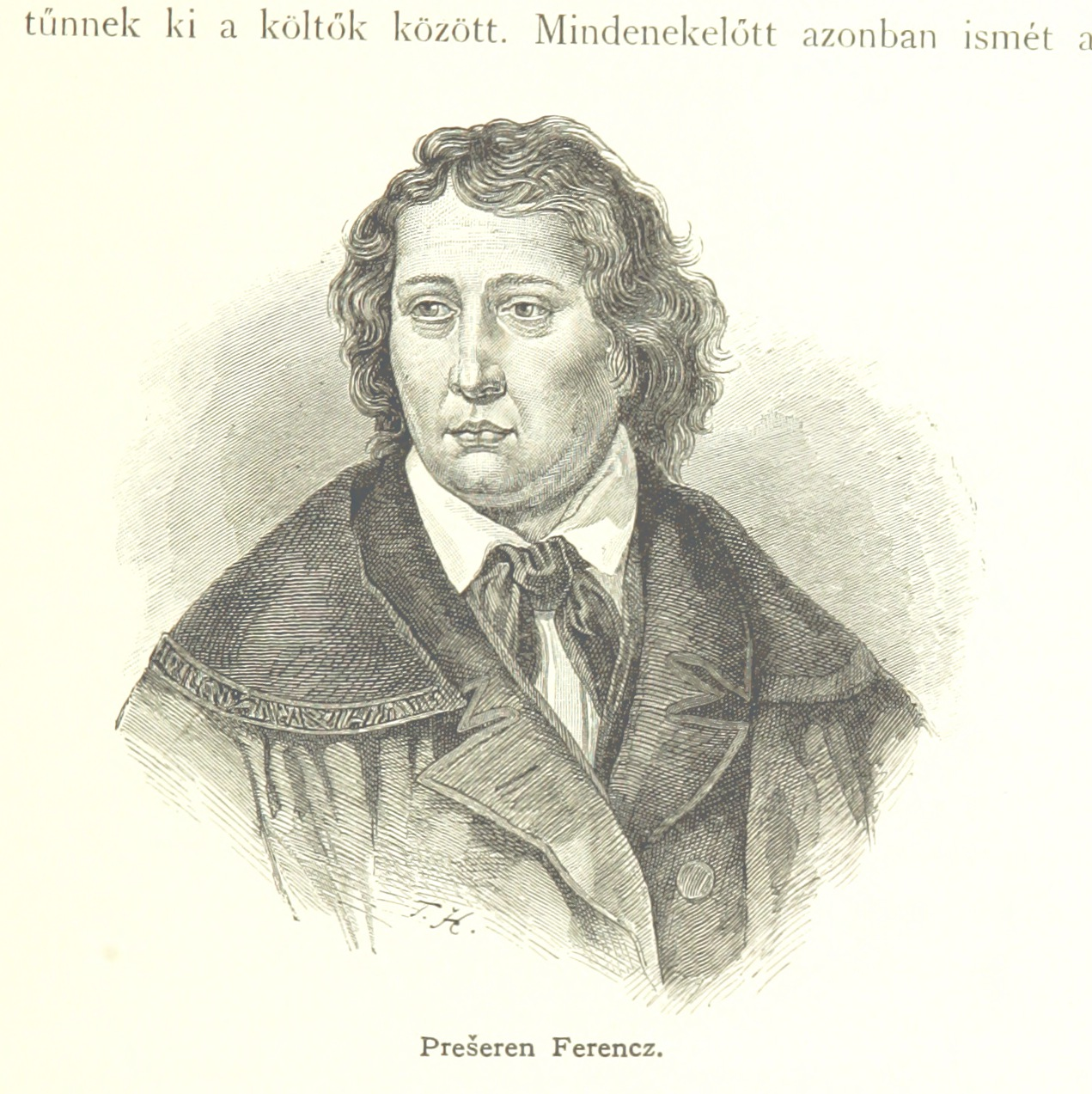
France Prešeren

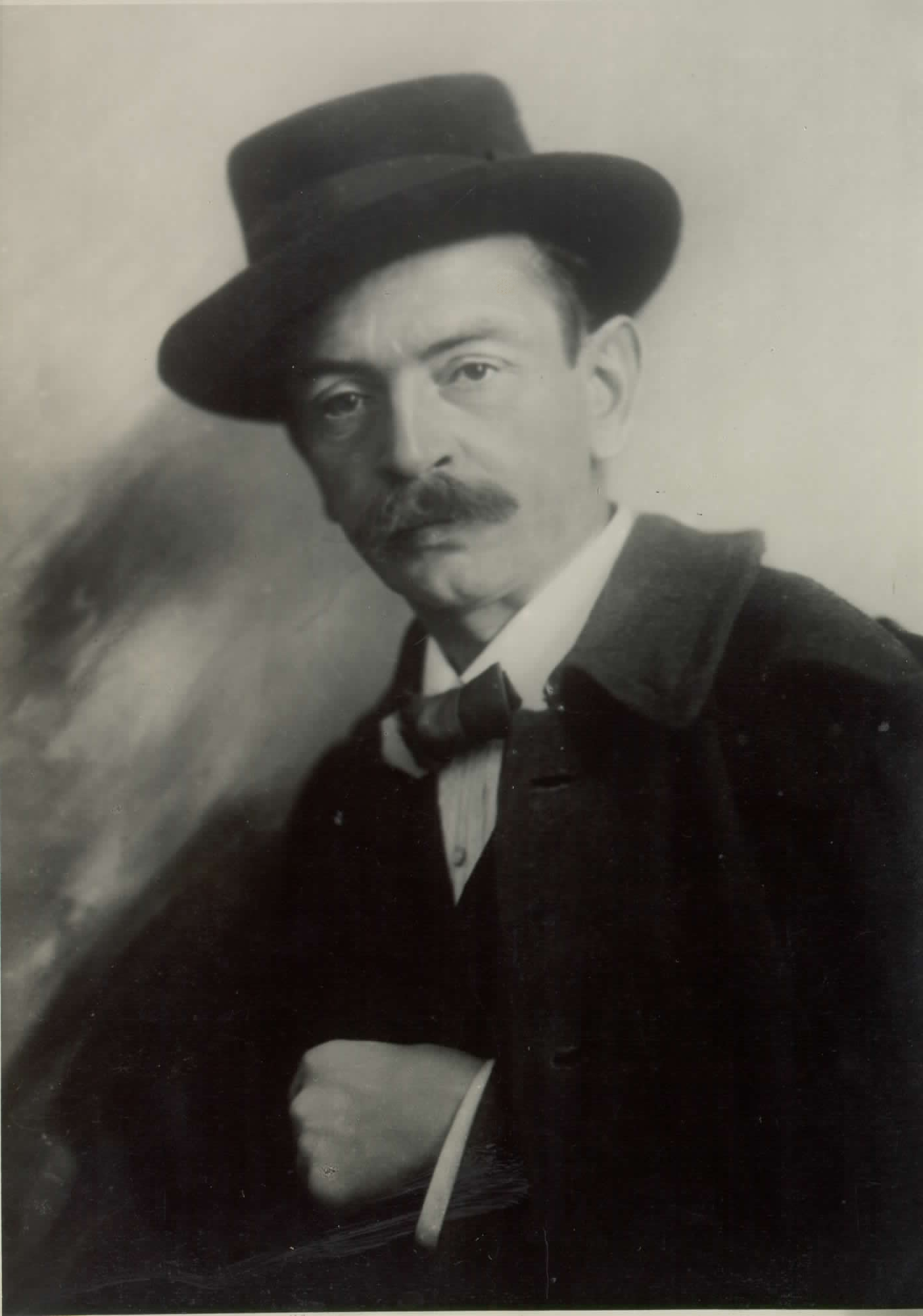
Ivan Cankar

### Náboženství

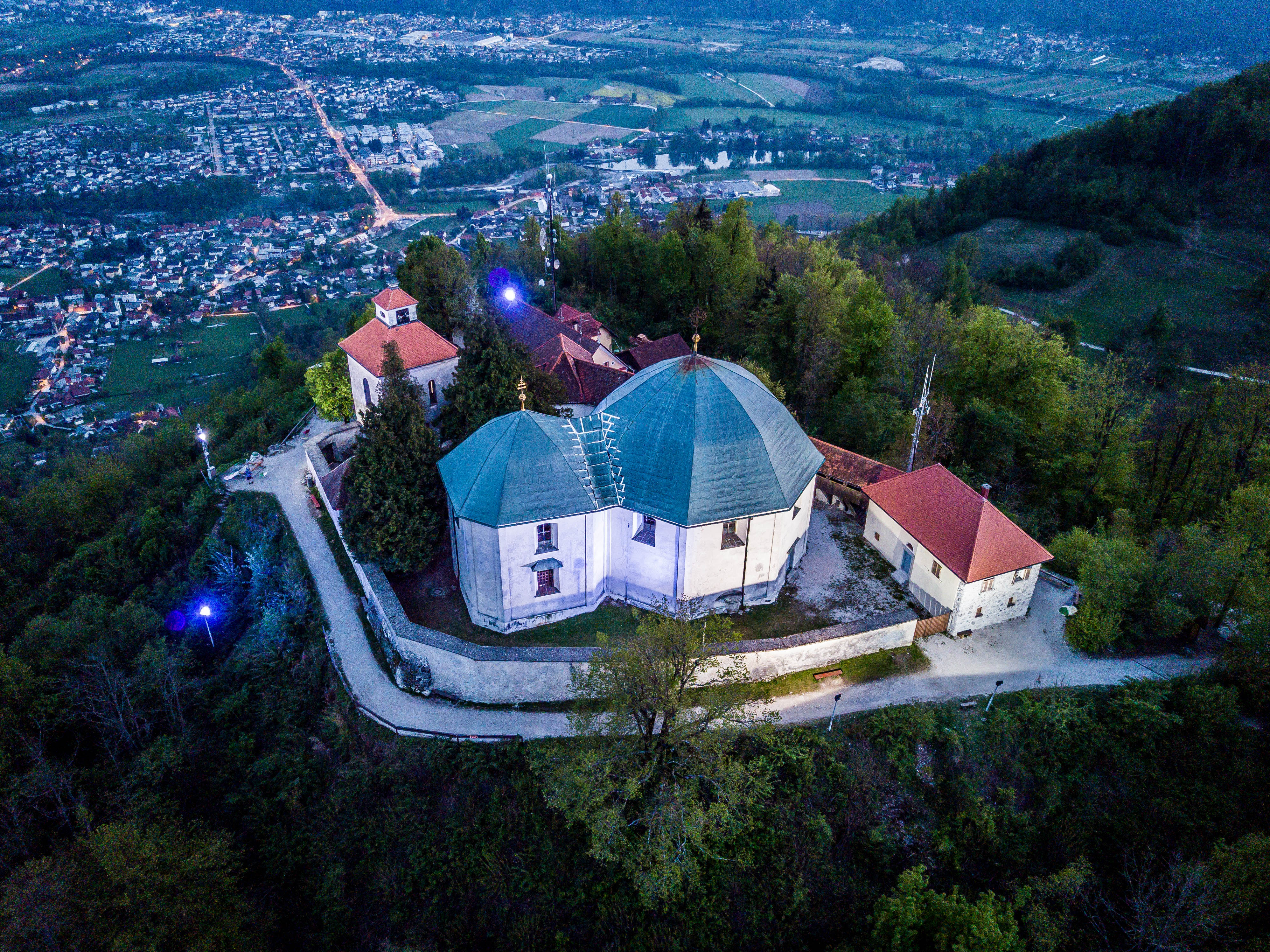
Zvonice na Šmarna goře

Podle posledního sčítání lidu (2002) se k římskokatolické církvi přihlásilo 57,8 % obyvatel, evangelíků bylo 0,8 %, pravoslavných – 2,3 %, muslimů – 2,4 %, věřících, kteří se nehlásí k žádné církvi, bylo 3,5 %, ateistů bylo 10,1 % a Židů bylo ve Slovinsku 99. Podle odhadu slovinské židovské obce se však jejich skutečný počet pohybuje okolo 1.000 lidí .
Katolická tradice sahá ve Slovinsku až do osmého století, kdy proběhla druhá vlna christianizace (první proběhla v římské době). Na přelomu 15. a 16. století začal do slovinských oblastí pronikat vliv humanismu a renesance. Ve čtyřicátých letech šestnáctého století se zformoval první protestantský kroužek. Důraz na rodný jazyk způsobil, že právě v tomto období byla vydána první literární díla ve slovanském (slovinském) jazyce. Po roce 1590 zasáhla území dnešního Slovinska protireformace, většina obyvatelstva se poté vrátila ke katolictví. Ve Slovinsku se v současnosti nachází přibližně tři tisíce kostelů a kaplí.

## Kultura

### Hudba

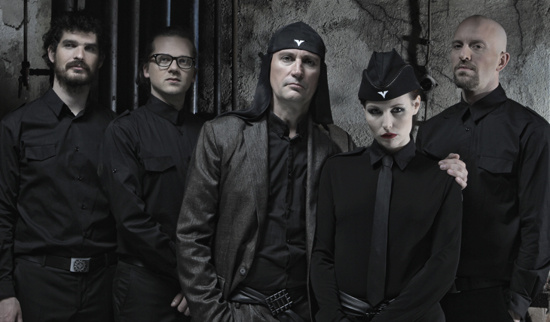
Laibach

Slavným renesančním hudebním skladatelem byl Jacobus Gallus. Ve slovinském Piranu se narodil barokní skladatel Giuseppe Tartini. Z romantických skladatelů se proslavil nejvíce Hugo Wolf, po něm Davorin Jenko, Kamilo Mašek a Kašpar Mašek. Do Slovinska pronikla česká hudebnická rodina Foersterů, zejména Anton Foerster (skladatel). Slovinská filharmonie byla založena již roku 1701 a patří tak k nejstarším institucím svého druhu na světě.
Nejznámějším interpretem slovinské lidové hudby je harmonikář Slavko Avsenik, zakladatel souboru Ansambel bratov Avsenik, který prodal 36 milionů hudebních nosičů po celém světě.
Ve světě nejznámějším reprezentantem slovinské populární hudby je skupina Laibach. Je řazena především k žánru industriál a do experimentální hudby. Skupina byla mnohokráte obviněna ze sympatií k nacismu, ale mnohokráte toto obvinění odmítla s tím, že pouze hudebně a vizuálně využívá estetiku totalitarismu. Alternativní rock produkuje také skupina Siddharta. Ve Slovinsku se usadil také bosenský rockový hudebník Branko Đurić, který se prosadil i jako herec. Slovinský violoncellista Luka Šulić se prosadil ve známé instrumentální skupině 2Cellos, ve dvojici s Chorvatem Stjepanem Hauserem.

### Výtvarné umění a architektura

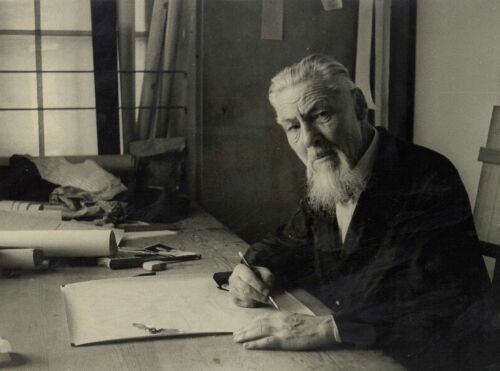
Jože Plečnik

První a nejvýznamnější slovinskou malířkou byla Ivana Kobilcová, která se proslavila zejména svými portréty. V letech 1993-2007 byla vyobrazena na slovinské bankovce v hodnotě 5000 tolarů. U počátků moderního malířství stál ve Slovinsku Anton Ažbe. Ten proslul i jako výtvarný pedagog, jeho žáky byli významní impresionisté Ivan Grohar a Rihard Jakopič. Představitelem avantgardy byl Fran Tratnik. K významným sochařům moderní doby patřili Boris Kalin a Zdenko Kalin. Průkopníkem fotografie byl kněz, malíř a básník Janez Puhar. Nejvýznamnější sbírkovou institucí je Slovinská národní galerie, jejíž budovu navrhl český architekt František Škabrout.

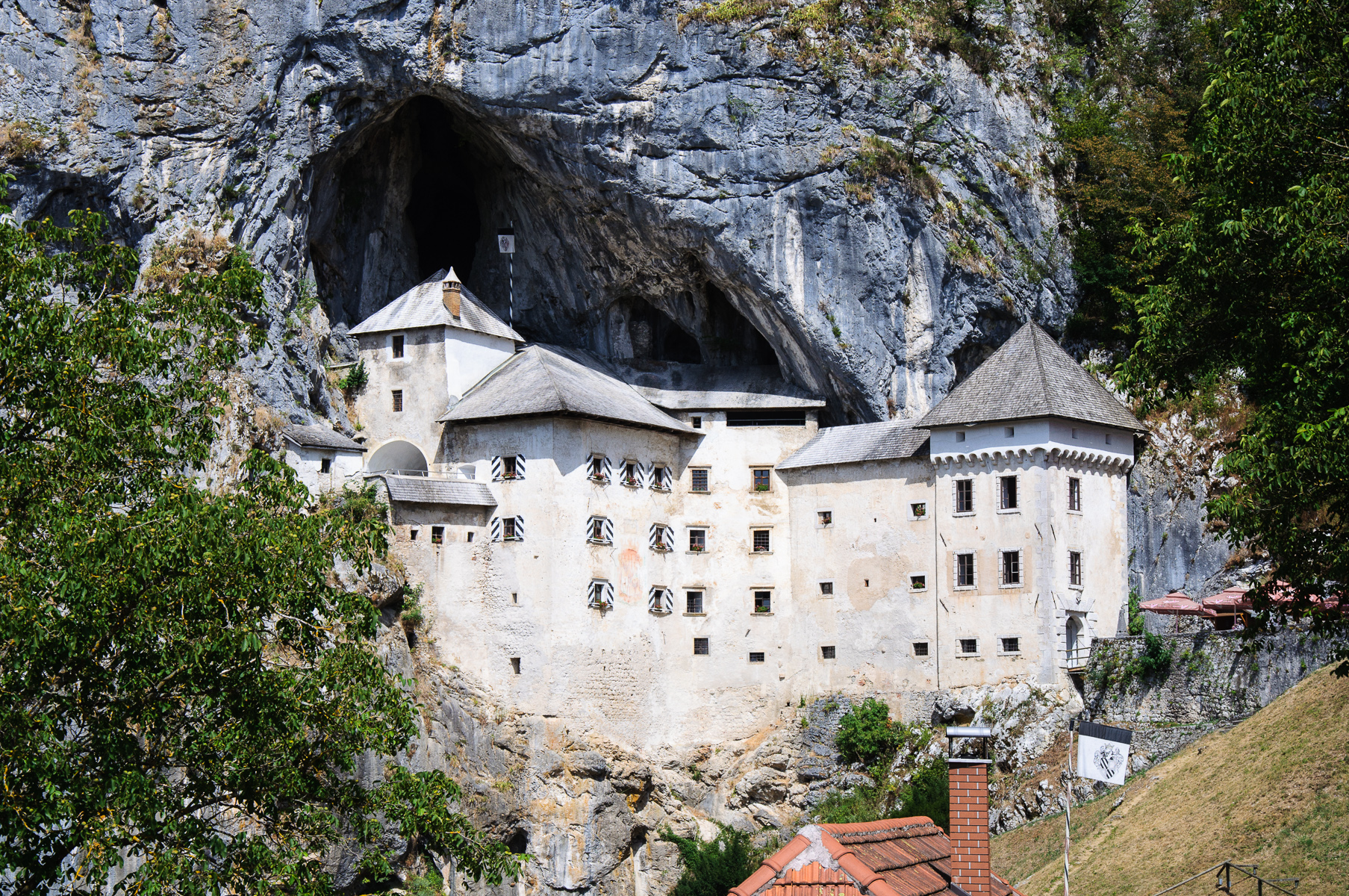
Predjamský hrad

Intenzivní rozvoj architektury nastal zejména v období baroka. Italští architekti Andrea Pozzo a Francesco Robba ovlivnili tvář Lublaně. Lublaňskou radnici, vybudovanou také v této době, pak vystavěl Gregor Maček. Barokní ráz Lublaně vydržel až do roku 1895, kdy Lublaň postihlo zemětřesení. Starosta Ivan Hribar poté do města pozval přední architekty té doby. Patřil k nim i architekt Max Fabiani, představitel secese a rané moderny, který se ve Slovinsku i narodil. Fabiani v Lublani postavil například komplex Mladika, v němž dnes sídlí slovinské ministerstvo zahraničí. Nejvýznamnějším slovinským architektem byl Jože Plečnik, jenž byl také autorem úprav Pražského hradu. Právě po odchodu z Prahy se začal Plečnik věnovat práci v Lublani. Jeden z Plečnikových žáků – Edvard Ravnikar – pak jako profesor architektury na Fakultě architektury Univerzity v Lublani ovlivnil generace slovinských architektů a jeho vliv je dnes patrný na mnoha stavbách po celém Slovinsku..
K nejcennějším architektonickým památkám ve Slovinsku patří Predjamský hrad, Lublaňský hrad či Bledský hrad, ze sakrálních staveb pak barokní Katedrála svatého Mikuláše v Lublani. Proslulé jsou také lublaňské mosty: Trojmostí nebo Dračí most.

### Film a divadlo

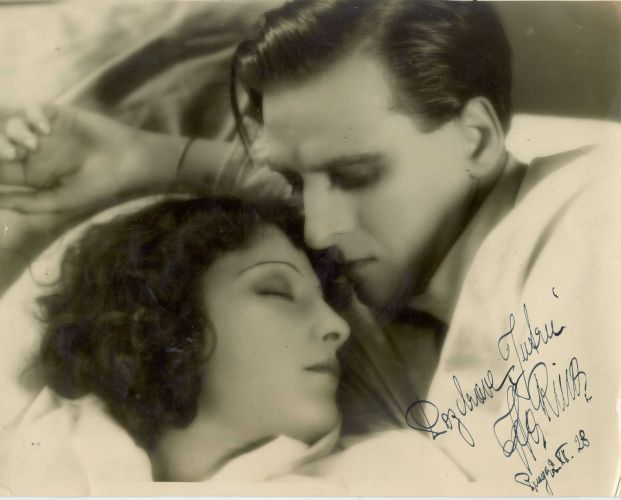
Ita Rina ve snímku Erotikon

V roce 2008 bylo ve Slovinsku 57 kin. Nejstarší slovinské filmy (Sejem v Ljutomeru, Odhod od maše v Ljutomeru a Na domačem vrtu) pocházejí z přelomu let 1905 a 1906 a jejich autorem je Karol Grossmann. Prvním větším počinem byl němý dokument V kraljestvu zlatoroga (1931). Z následujícího roku pochází film Triglavske strmine, jenž byl v šedesátých letech opatřen zvukovým komentářem. První film natočený ve slovinském jazyce bylo dílo Na svoji zemlji z roku 1948. Do roku 1995 pak bylo natočeno 130 slovinských celovečerních filmů.
K nejslavnějším slovinským herečkám patří Ita Rina. Uspěla zejména v meziválečném německém filmu, ale vstoupila i do dějin kinematografie české, když v roce 1929 ztvárnila hlavní ženskou postavu v průkopnickém filmu Gustava Machatého Erotikon. Karel Anton ji pak obsadil do titulní role prvního českého celovečerního zvukového filmu Tonka Šibenice. V Hollywoodu se prosadil slovinský herec Željko Ivanek, držitel ceny Emmy za výkon v seriálu Patty Hewes – nebezpečná advokátka.
Hlavními slovinskými divadelními scénami jsou Slovinské národní divadlo (SND) v Lublani, které projektoval český architekt Jan Vladimír Hráský, SND v Mariboru, SND v Nové Gorici a Prešerenovo divadlo v Kranji.

### Sport

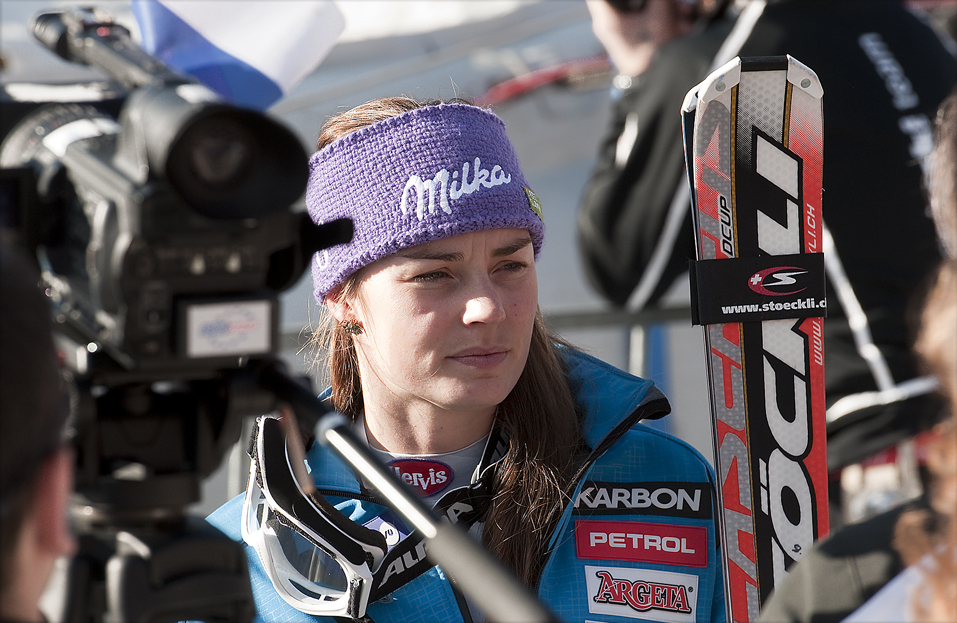
Tina Mazeová

Gymnasta Leon Štukelj má tři zlaté olympijské medaile. Jeho kolega Miroslav Cerar má dvě. Oba reprezentovali ještě Jugoslávii. Dvě olympijské zlaté a dvě stříbrné v dresu samostatného Slovinska získala sjezdařka Tina Mazeová, největší slovinská sportovní hvězda všech časů. Zlato a stříbro z olympiády, i titul mistra světa, má kladivář Primož Kozmus. Zlato a bronz vybojovala judistka Urška Žolnirová, její kolegyně Tina Trstenjaková má kromě olympijského zlata a stříbra i titul mistryně světa. Zlato vybojovala kanoistická dvojka Iztok Čop-Luka Špik, vodní slalomář Benjamin Savšek nebo cyklista Primož Roglič. Dvě zlaté olympijské medaile získala sportovní lezkyně Janja Garnbretová, která se stala první slovinskou olympioničkou, která obhájila zlato.

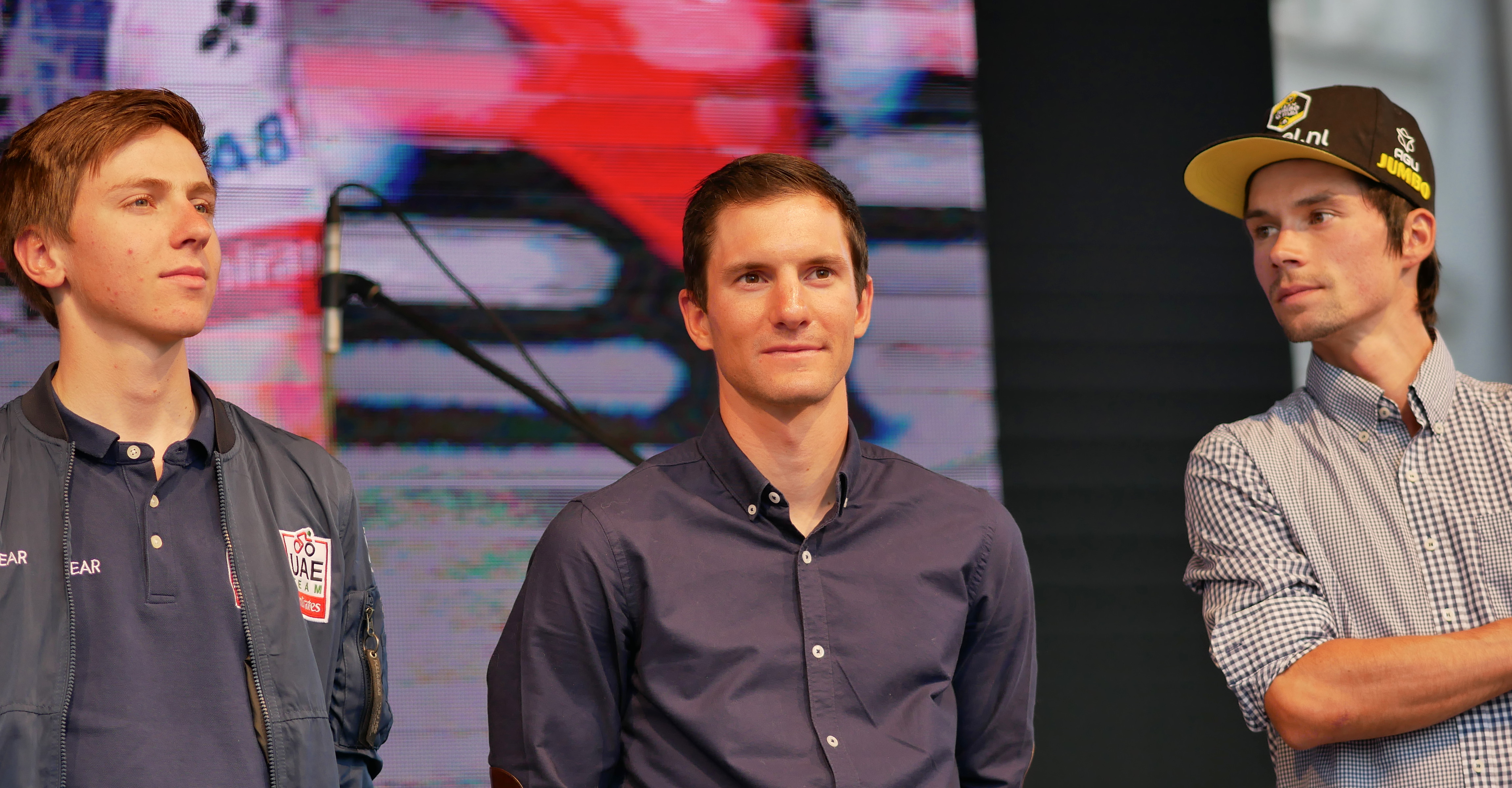
Slovinští cyklisté Tadej Pogačar, Jan Polanc a Primož Roglič

Biatlonista Jakov Fak je dvojnásobným mistrem světa. Tenistka Mima Jaušovecová v roce 1977 vyhrála Roland Garros. Cyklista (a bývalý skokan na lyžích) Primož Roglič vyhrál roku 2019 Vueltu. V roce 2020 skončil druhý na Tour de France, když první místo senzačně vybojoval jiný Slovinec, Tadej Pogačar, a stal se tak druhým nejmladším vítězem tour v historii. Rok poté svůj titul obhájil.
Za nejlepšího slovinského fotbalistu druhé poloviny 20. století byl vyhlášen Branko Oblak. Prvním slovinským hokejistou v severoamerické NHL se stal Anže Kopitar, který zde dosáhl i značných úspěchů, když s Los Angeles Kings dvakrát vyhrál Stanleyův pohár a čtyřikrát byl přizván do NHL All-Star Game. Slovinští házenkáři mají stříbro z evropského (2004) a bronz ze světového šampionátu (2017). Mužská basketbalová reprezentace v roce 2017 vyhrála mistrovství Evropy. Ivo Daneu je členem síně slávy Mezinárodní basketbalové federace. Goran Dragić byl v roce 2017 vyhlášen nejlepším basketbalistou Evropy (Euroscar) a prosadil se i v americké NBA. Stejnou cenu obdržel v roce 2019 Luka Dončić. V NBA se prosadili i Beno Udrih a Radoslav Nesterović. Volejbalisté získali na mistrovství Evropy již třikrát stříbro (2015, 2019, 2021).

### Kuchyně

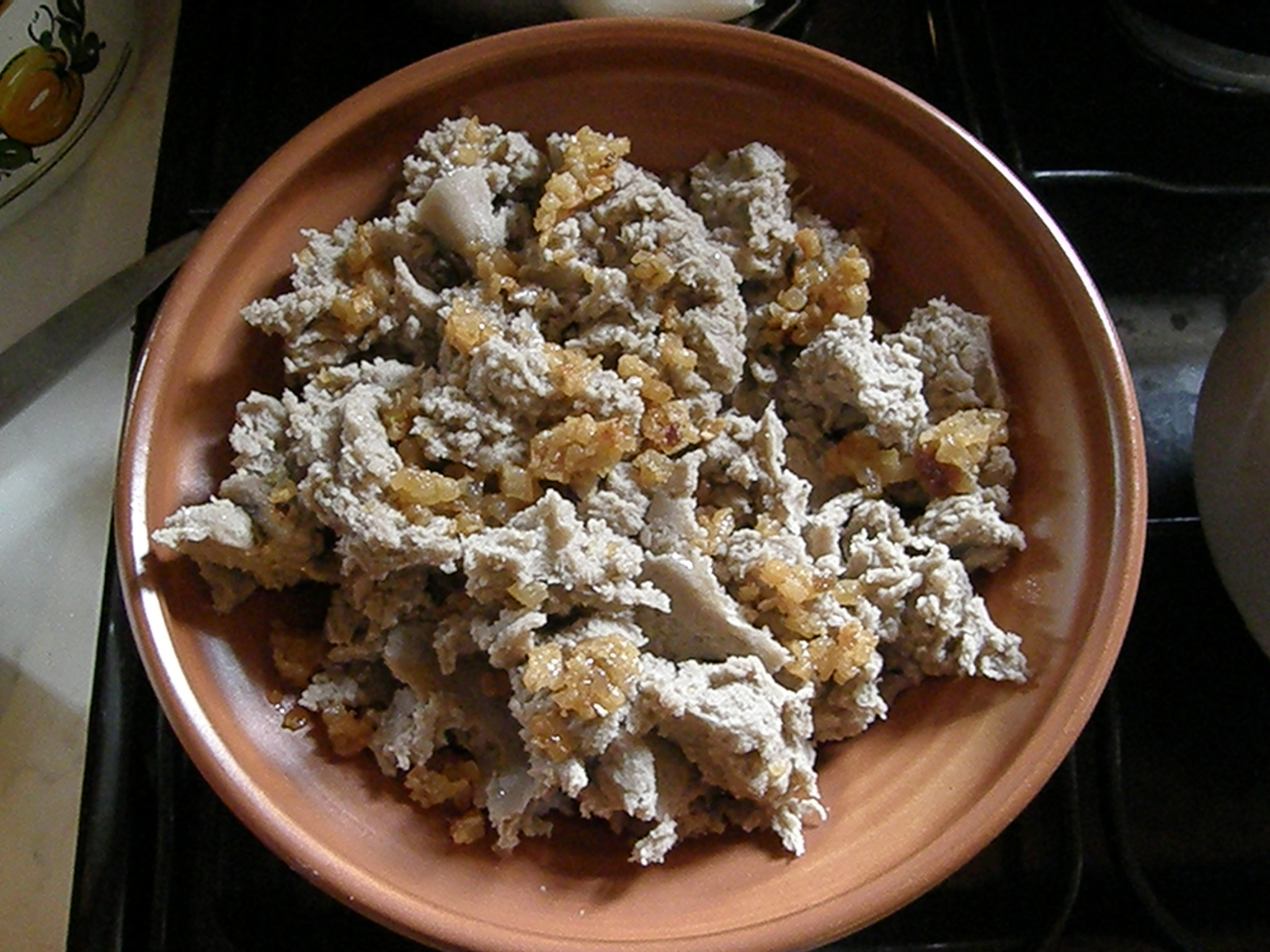
Ajdovi žganci, pohanková kaše se škvarky

Mezi typické suroviny slovinské kuchyně patří maso (vepřové – svinjina, telecí – teletina a hovězí – govedina). Z drůbežího masa mají v oblibě krocana nebo husu, méně kuře. Na jejich jídelníčku se často objevuje zvěřina a speciality jako je koňské nebo dokonce medvědí maso. V pobřežních oblastech se hodně využívají ryby a mořské plody. V řece Soči se loví vynikající pstruzi. Slovinci mají rádi polévky, často konzumují kuřecí nebo hovězí vývar. Mezi další základní suroviny patří brambory, hlávkové zelí, klobásy nebo sýry.
Přílohou k jídlům a polévkám bývá kulatý plochý chléb – belokranjska pogača (foccacia). Kulatý chléb je před pečením na povrchu pokrájen nožem do čtverců. Jednotlivé čtverce se po upečení ručně oddělují a pojídají. Často se podává nekvašený chléb – mlinci. Další oblíbenou přílohou je polenta, kaše vyrobená z uvařené kukuřice.
Ve Slovinsku se vyrábějí vynikající sýry, jemně nasládlý tolminc, tvrdý ovčí sýr – bovški sir, poloměkký sýr štiplavé chuti mohant nebo tvrdý sýr z kravského mléka – nanoški sir.

## Fotogalerie

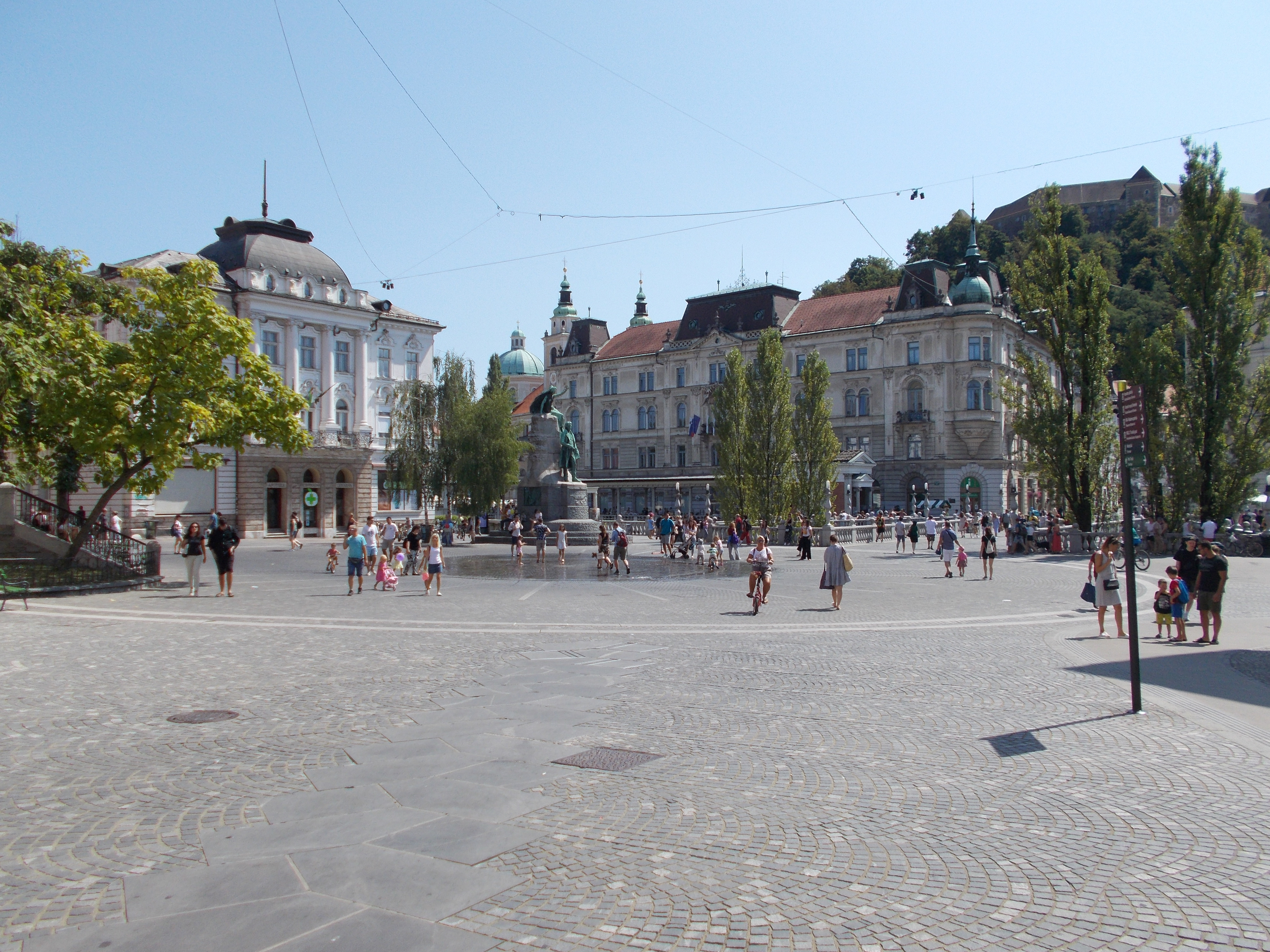
Lublaň
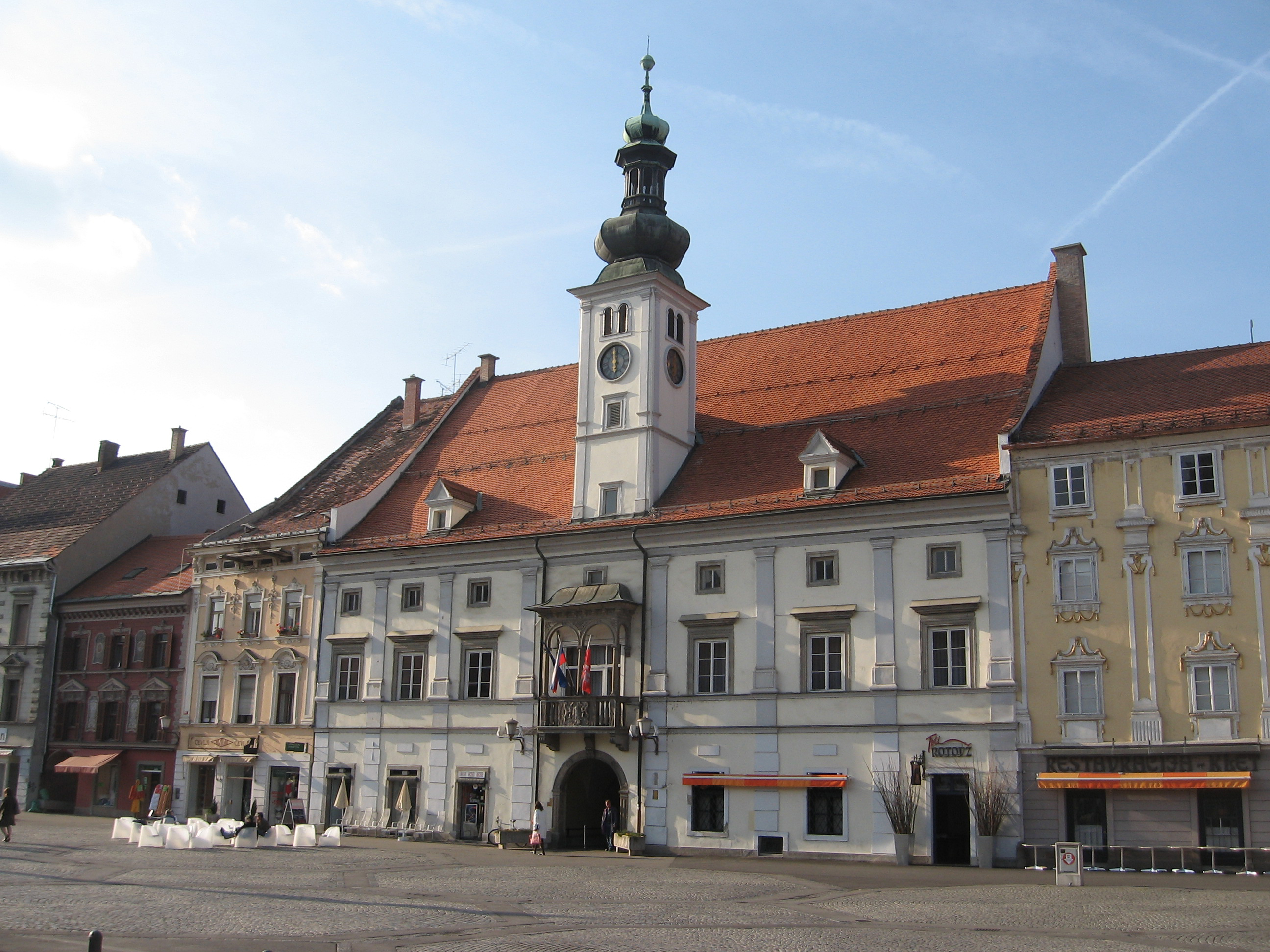
Maribor
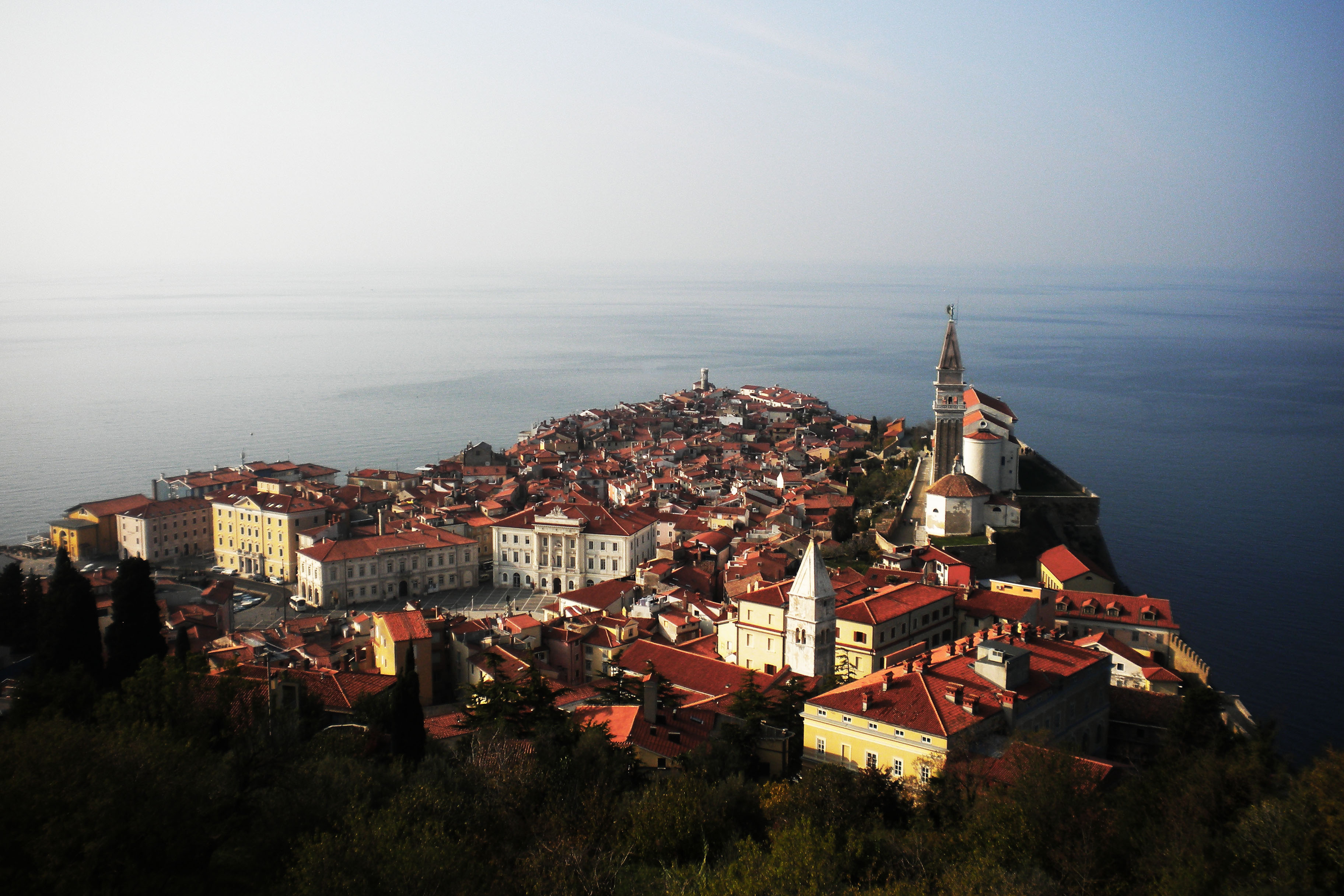
Piran
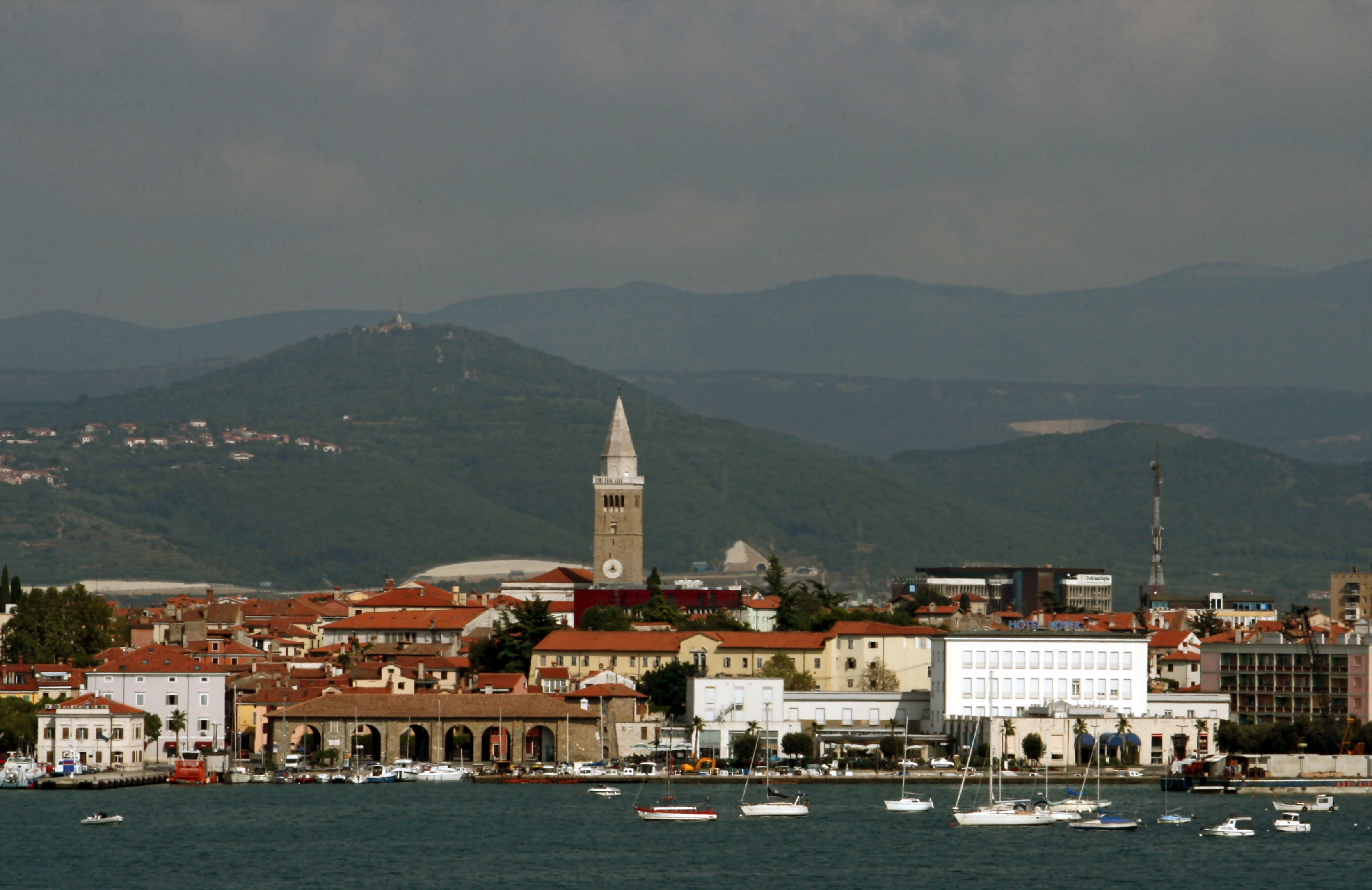
Koper
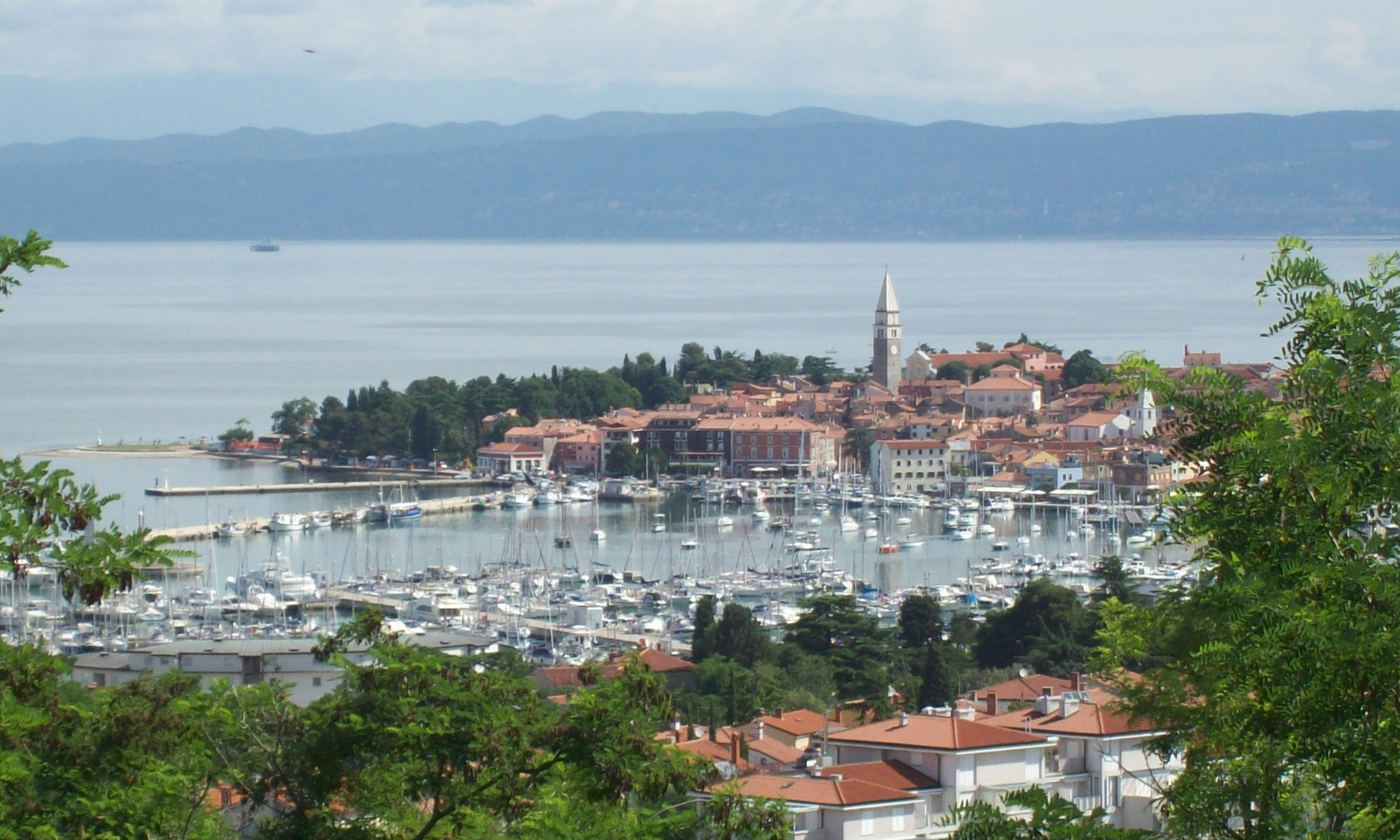
Izola
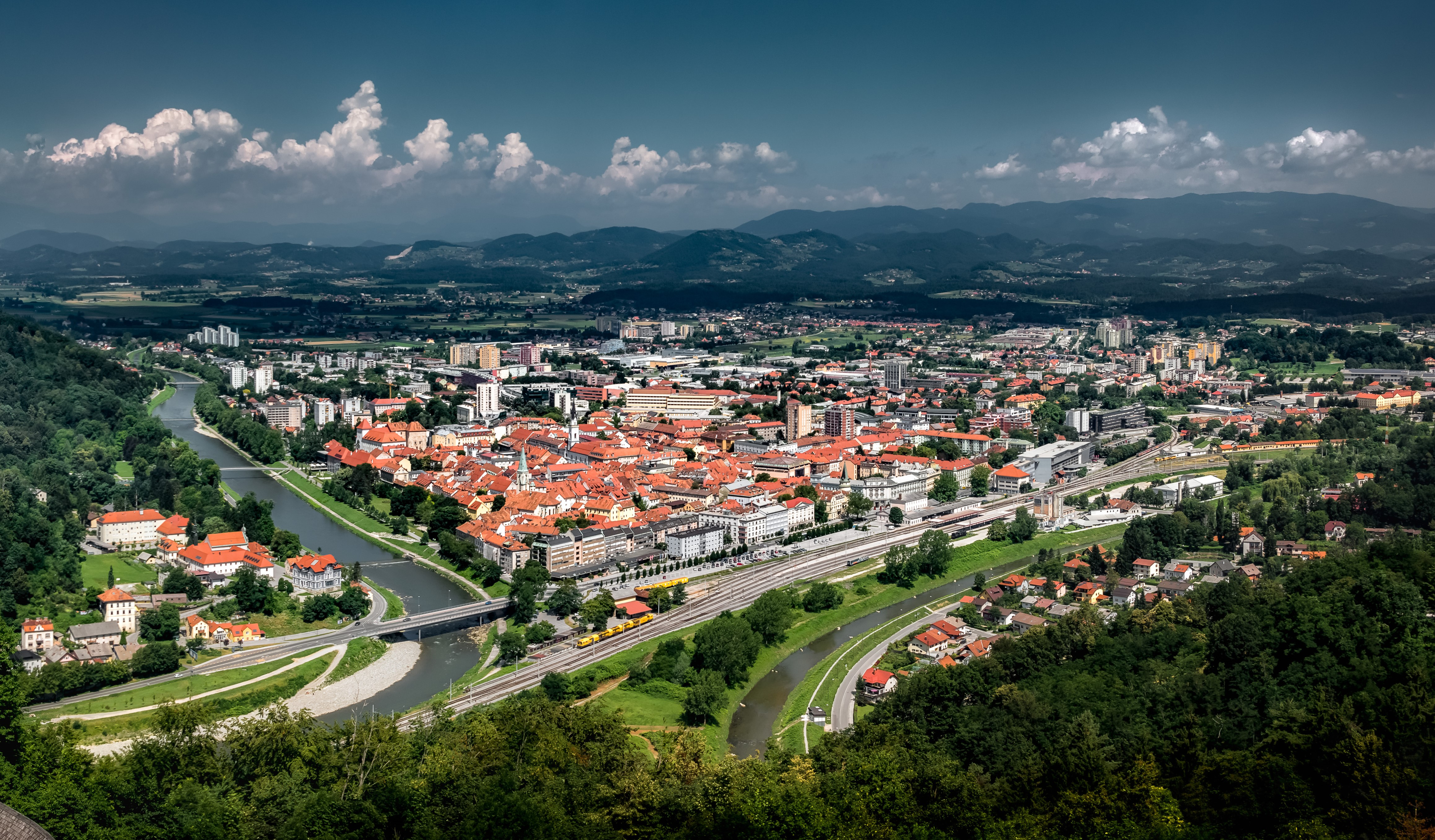
Celje
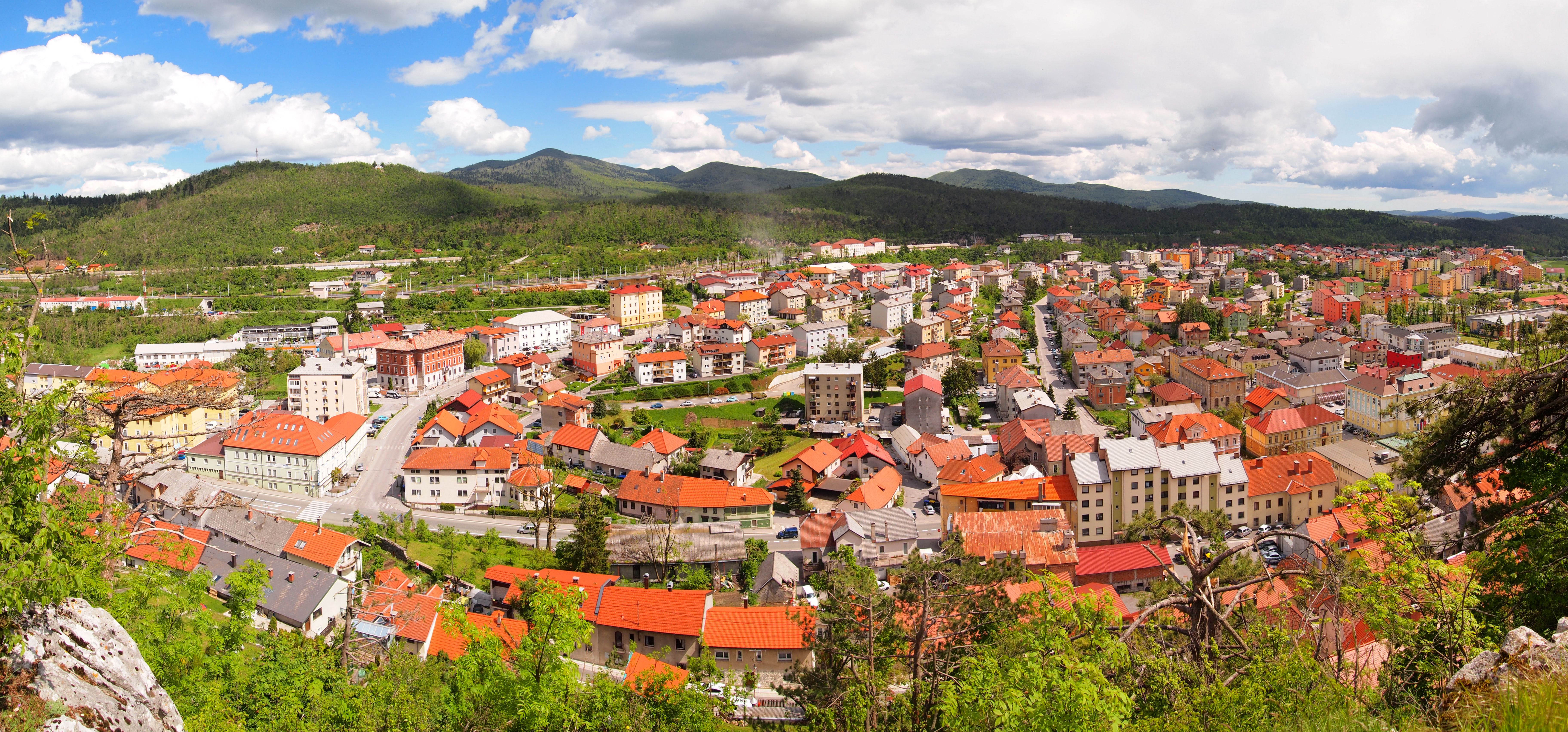
Postojna
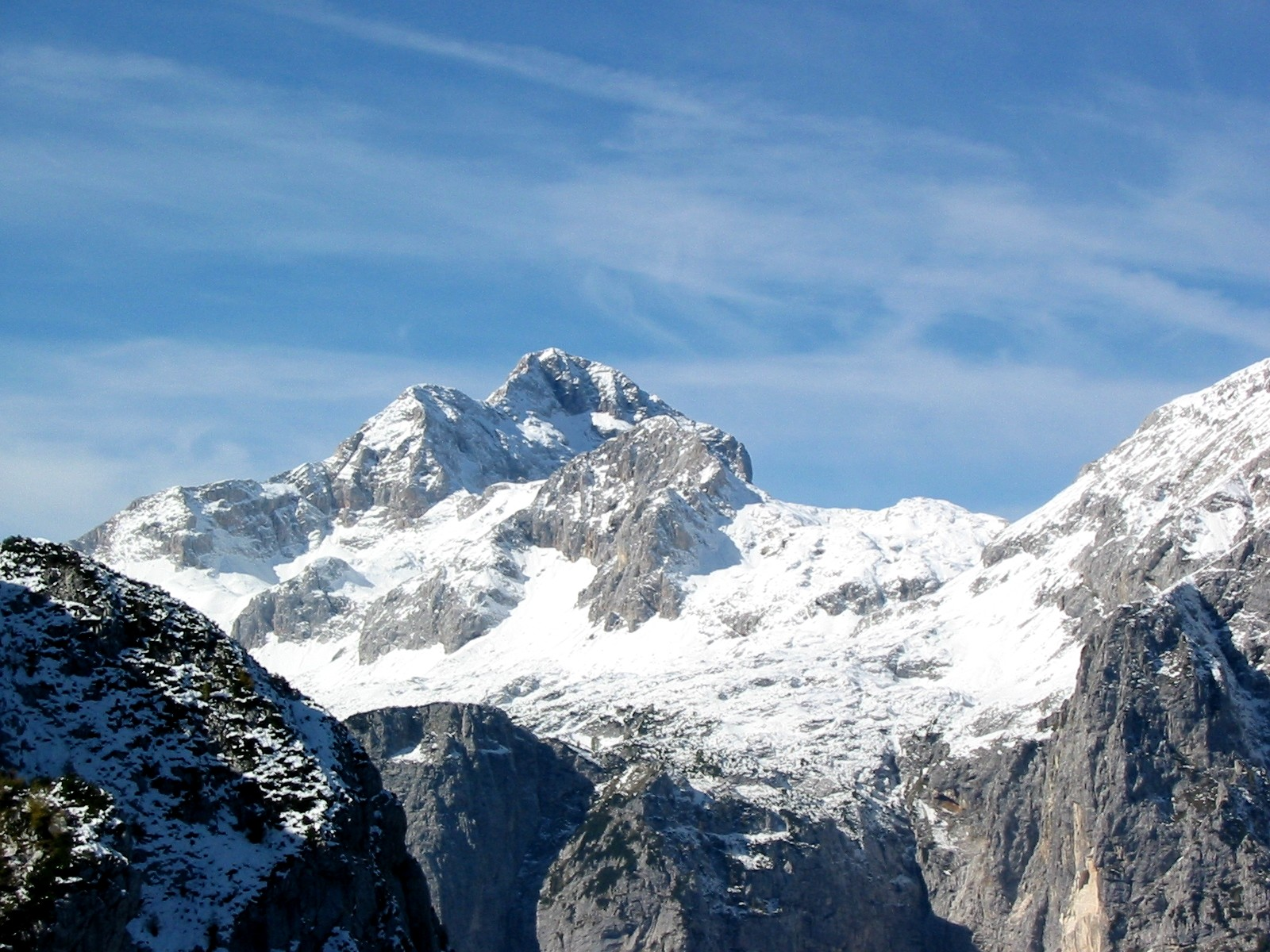
Triglav